# Glyphosat
Glyphosat ist eine chemische Verbindung aus der Gruppe der Phosphonsäuren. Es ist die biologisch wirksame Hauptkomponente einiger Breitbandherbizide und wurde seit der zweiten Hälfte der 1970er Jahre von Monsanto als Wirkstoff unter dem Namen Roundup zur Unkrautbekämpfung auf den Markt gebracht. Weltweit ist es seit Jahren der mengenmäßig bedeutendste Inhaltsstoff von Herbiziden. Glyphosatprodukte werden von mehr als 40 Herstellern vertrieben.
Glyphosat wird in Landwirtschaft, Gartenbau, Industrie und Privathaushalten eingesetzt. Es wirkt nicht-selektiv gegen Pflanzen, dies bedeutet, dass alle damit behandelten Pflanzen absterben. Ausnahmen bilden Nutzpflanzen, die gentechnisch so verändert worden sind, dass sie eine Herbizidresistenz gegenüber Glyphosat besitzen. Die angebotenen Glyphosatprodukte unterscheiden sich in der Salz-Formulierung, dem Medium (Lösung oder Granulat) sowie dem Wirkstoffgehalt. Beispiele für Formulierungen sind das Glyphosat-Ammonium-Salz und das Glyphosat-Isopropylammonium-Salz. Die Toxizität fertig formulierter, glyphosathaltiger Herbizide, wie z. B. Roundup, kann höher sein als die des reinen Wirkstoffes Glyphosat für sich genommen.
Im Vergleich mit anderen Herbiziden weist Glyphosat meist eine geringere Mobilität, eine kürzere Lebensdauer und eine niedrigere Toxizität bei Tieren auf. Dies sind für landwirtschaftlich verwendete Herbizide in der Regel wünschenswerte Eigenschaften.
Über die Frage, ob Glyphosat Krebs erzeugen oder die Krebserzeugung fördern kann, hat sich eine intensive öffentliche und wissenschaftliche Debatte entwickelt. Ab 2015 verschärfte sich diese Diskussion zusehends. Eine europäische Bürgerinitiative forderte mit fast 1,1 Millionen gültigen Unterschriften das Verbot von Glyphosat. Anlass dafür war die Ende 2017 anstehende Wiederzulassung in der EU sowie die Bewertung als „wahrscheinlich krebserzeugend“ für den Menschen von der Internationalen Agentur für Krebsforschung (IARC).
Dieser Bewertung widersprachen andere Behörden und Organisationen, unter anderem die Europäische Behörde für Lebensmittelsicherheit (EFSA), welche die Bewertung des Bundesinstituts für Risikobewertung (BfR) übernahm. Ebenfalls kam ein Joint Meeting on Pesticide Residues (JMPR) der Weltgesundheitsorganisation (WHO), der USEPA, Health Canada und der Europäischen Chemikalienagentur (ECHA) zu dem Schluss, dass Glyphosat in Nahrungsmitteln nicht krebserregend sei. Diese Unterschiede bei den Ergebnissen werden auch auf unterschiedliche Vorgehensweisen bei der Bewertung zurückgeführt.

## Geschichte
Der Schweizer Chemiker Henri Martin, der bei Cilag angestellt war, synthetisierte erstmals Glyphosat im Jahre 1950. Die neue Verbindung wurde weder in der Literatur beschrieben noch vermarktet. 1959 wurde Cilag von Johnson & Johnson übernommen und Glyphosat zusammen mit anderen Proben an Sigma-Aldrich verkauft. Auch Sigma-Aldrich verkaufte in den 1960er Jahren nur kleine Mengen des Stoffs, dessen biologische Aktivität weiterhin unbekannt war. Monsanto testete zu dieser Zeit mehrere Verbindungen zur Wasserenthärtung, u. a. etwa 100 Varianten der Aminomethylphosphonsäure. Bei Tests des Chemikers Phil Hamm zur Herbizidwirkung dieser Varianten fielen zwei Verbindungen mit einer – allerdings niedrigen – Wirkung auf. John E. Franz, ein weiterer für Monsanto tätiger Wissenschaftler analysierte die Stoffwechselwirkungen dieser beiden Verbindungen in Pflanzen und entwickelte darauf aufbauend Derivate dieser Stoffe, darunter auch Glyphosat als eines der möglicherweise stärker herbizid wirkenden Produkte. Im Mai 1970 synthetisierte Monsanto erstmals die Verbindung und ließ Glyphosat 1971 als Herbizid patentieren. Das Patent wurde 1974 erteilt.
Die Substanz kam erstmals 1974 als Wirkstoff des – auch aus weiteren Stoffen bestehenden – Herbizids Roundup auf den Markt. Zunächst wurde das kostengünstige Glyphosat als Wirkstoff in der Landwirtschaft benutzt, um die Felder vor der neuen Aussaat von Unkräutern zu befreien. In den 1990er Jahren wurden gentechnisch veränderte Pflanzen mit Glyphosatresistenz zugelassen. Dies ermöglichte es, glyphosathaltige Herbizide auch nach der Aussaat und während des gesamten späteren Wachstums der Pflanzen einzusetzen.

## Produktion
Glyphosat wurde 2015 von mindestens 91 Chemieunternehmen in 20 Ländern hergestellt. Allein in China gibt es 53 Hersteller, in Indien 9 und in den USA 5. Die produzierte Menge wurde für das Jahr 2008 auf 600.000 Tonnen Glyphosat geschätzt, 2011 auf 650.000 Tonnen und 2012 auf 720.000 Tonnen. Mehr als 40 % des Glyphosats werden in China hergestellt. 2016 exportierten chinesische Unternehmen über 70.000 Tonnen Glyphosat und -Formulierungen.
Die Patente auf die Herstellung von Glyphosat sind im Jahr 2000 abgelaufen.

## Gewinnung und Darstellung
Glyphosat kann durch Reaktion von Phosphortrichlorid mit Formaldehyd und Wasser und anschließende Reaktion der als Zwischenprodukt entstehenden Chlormethylphosphonsäure mit Glycin gewonnen werden. Ebenfalls möglich ist die Darstellung durch Reaktion von Diethylphosphit (oder Phosphonsäure) mit Formaldehyd, Glycin (oder Ethylglycinat) und Chlorwasserstoff. Einen ähnlichen Syntheseweg zeigt nachstehendes Reaktionsschema, bei dem statt von Diethylphosphit von Dimethylphosphit ausgegangen wird und die nicht mit eingezeichnete Salzsäure die abschließende Esterspaltung am Phosphoratom bewirkt:
Die im Reaktionsschema gezeigte Darstellung von Glyphosat wird beim Großteil der industriellen Glyphosatproduktion in China angewendet.

## Eigenschaften

Glyphosat-Ionen und pK_{S}-Werte

Glyphosat ist eine geruchlose, wasserlösliche und nicht flüchtige Substanz. Glyphosat wird als Säure und als Salz hergestellt.
Glyphosat ist eine amphotere Verbindung und hat daher mehrere pKS-Werte. Wegen ihrer hohen Polarität ist die Substanz in organischen Lösungsmitteln praktisch unlöslich.
Industriell hergestelltes Glyphosat hat im Mittel einen Reinheitsgrad von 96 % Trockengewicht. Der Rest verteilt sich auf einige Nebenprodukte der Synthese. Der Anteil der Nebenprodukte liegt je unter einem Prozent.
Eine typische Glyphosat-Formulierung enthält 356 g/l Glyphosat oder 480 g/l Isopropylamin-Glyphosat sowie ein Netzmittel, um das Eindringen in die Pflanze zu verbessern.

### Analytik
Aufgrund ihrer hohen Polarität sind Glyphosat sowie ihr wichtigster Metabolit AMPA nur schwer mittels Flüssigchromatographie zu trennen. Daher wird es bei der Aufarbeitung nach ISO 21458 mit Fmoc umgesetzt. Die entstehenden Derivate sind dann mittels Fluoreszenzdetektor erfassbar. Moderne Methoden sehen eine Flüssigchromatographie mit Tandem-Massenspektrometrie (LC-MS/MS) vor. Auch wird Gaschromatographie mit der Massenspektrometrie in der Analytik von Muttermilch, Honig und Urinproben gekoppelt.
Als Bestimmungsgrenzen für Glyphosat in Nahrungsmittel- oder Umweltproben werden angegeben: etwa 0,1 Mikrogramm pro Kilogramm mit Gaschromatographie mit Massenspektrometrie-Kopplung (GC/MS), etwa 0,3 Mikrogramm pro Kilogramm mit Flüssigchromatographie mit Massenspektrometrie-Kopplung (LC/MS), etwa 0,8 Mikrogramm pro Kilogramm mit Enzyme-linked Immunosorbent Assay (ELISA). Noch niedrigere Nachweisgrenzen sind mit Tandem-Massenspektrometrie (MS/MS) erreichbar, diese sind aber noch nicht Standard.

### Wirkmechanismus
| \| \| \| \| \| \| \| \| \| \| \| \| \| Shikimat \| \| \| \| \| \| \| \| \| \| \| \| \| \| \| \| \| \| \| \| \| \| \| \| \| \| \| \| \| \| \| \| \| \| \| \| \| \| \| \| \| \| \| \| \| \| \| \| \| \| \| \| \| \| \| \| \| \| \| \| \| \| \| \| \| \| \| \| \| \| \| \| \| \| \| \| \| \| \| \| \| \| \| \| \| \| \| \| \| \| \| \| \| \| \| \| \| \| \| \| \| \| \| \| \| \| \| \| \| \| \| \| \| \| \| \| \| \| \| \| \| \| Shikimat-3-phosphat \| Shikimat-3-phosphat \| Shikimat-3-phosphat \| Shikimat-3-phosphat \| Shikimat-3-phosphat \| Shikimat-3-phosphat \| \| \| \| \| \| \| Glyphosat \| Glyphosat \| Glyphosat \| Glyphosat \| Glyphosat \| Glyphosat \| \| \| \| \| \| \| \| \| \| \| \| \| \| \| \| \| \| \| \| \| \| \| \| \| \| \| \| \| \| \| \| \| \| \| \| \| \| \| \| \| \| \| \| Shikimat-3-phosphat \| Shikimat-3-phosphat \| Shikimat-3-phosphat \| Shikimat-3-phosphat \| Shikimat-3-phosphat \| Shikimat-3-phosphat \| \| \| \| \| \| \| Glyphosat \| Glyphosat \| Glyphosat \| Glyphosat \| Glyphosat \| Glyphosat \| v \| \| \| \| \| \| \| \| \| \| \| \| \| \| \| \| \| \| \| \| \| \| \| \| \| \| \| \| \| \| \| PEP \| PEP \| PEP \| PEP \| PEP \| PEP \| → \| → \| → \| → \| → \| → \| === \| === \| === \| === \| === \| === \| ← \| ← \| ← \| ← \| ← \| ← \| EPSPS \| EPSPS \| EPSPS \| EPSPS \| EPSPS \| EPSPS \| \| \| \| \| \| \| \| \| \| \| \| \| \| \| \| \| \| \| \| \| \| \| \| \| \| \| \| \| \| \| \| PEP \| PEP \| PEP \| PEP \| PEP \| PEP \| → \| → \| → \| → \| → \| → \| === \| === \| === \| === \| === \| === \| ← \| ← \| ← \| ← \| ← \| ← \| EPSPS \| EPSPS \| EPSPS \| EPSPS \| EPSPS \| EPSPS \| \| \| \| \| \| \| \| \| \| \| \| \| \| \| \| \| \| \| \| \| \| \| \| \| \| \| \| \| \| \| \| \| \| \| \| \| \| \| \| \| \| \| \| 5‑Enolpyruvyl- shikimat‑3‑phosphat \| \| \| \| \| \| \| \| \| \| \| \| \| \| \| \| \| \| \| \| \| \| \| \| \| \| \| \| \| \| \| \| \| \| \| \| \| \| \| \| \| \| \| \| \| \| \| \| \| \| \| \| \| \| \| \| \| \| \| \| \| \| \| \| \| \| \| \| \| \| \| \| \| \| \| \| \| \| \| \| \| \| \| \| \| \| \| \| \| \| \| \| \| \| \| \| \| \| \| \| \| \| \| \| \| \| \| \| \| \| \| \| \| \| \| \| \| \| \| \| \| \| Chorismat \| \| \| \| \| \| \| \| \| \| \| \| \| \| \| \| \| \| \| \| \| \| \| \| \| \| \| \| \| \| \| \| \| \| \| \| \| \| \| \| \| \| \| \| \| \| \| \| \| \| \| \| \| \| \| \| \| \| \| \| \| \| \| \| \| \| \| \| \| \| \| \| \| \| \| \| \| \| \| \| \| \| \| \| \| \| \| \| \| \| \| \| \| \| \| \| \| \| \| \| \| \| \| \| \| \| \| \| \| \| \| \| \| \| \| \| \| \| \| \| \| \| \| \| \| \| \| \| \| \| \| \| \| \| \| \| \| \| \| \| \| \| \| \| \| \| \| \| \| \| \| \| \| \| \| \| \| \| \| \| \| \| \| \| \| \| \| \| \| \| \| \| \| \| \| \| \| Prephenat \| Prephenat \| Prephenat \| Prephenat \| Prephenat \| Prephenat \| \| \| \| \| \| \| Anthranilat \| Anthranilat \| Anthranilat \| Anthranilat \| Anthranilat \| Anthranilat \| \| \| \| \| \| \| \| \| \| \| \| \| \| \| \| \| \| \| \| \| \| \| \| \| \| \| \| \| \| \| \| \| \| \| \| \| \| \| \| \| \| \| \| Prephenat \| Prephenat \| Prephenat \| Prephenat \| Prephenat \| Prephenat \| \| \| \| \| \| \| Anthranilat \| Anthranilat \| Anthranilat \| Anthranilat \| Anthranilat \| Anthranilat \| \| \| \| \| \| \| \| \| \| \| \| \| \| \| \| \| \| \| \| \| \| \| \| \| \| \| \| \| \| \| \| \| \| \| \| \| \| \| \| \| \| \| \| \| \| \| \| \| \| \| \| \| \| \| \| \| \| \| \| \| \| \| \| \| \| \| \| \| \| \| \| \| \| \| \| \| \| \| \| \| \| \| \| \| \| \| \| \| \| \| \| \| \| \| \| \| \| \| \| \| Phenylalanin \| Phenylalanin \| Phenylalanin \| Phenylalanin \| Phenylalanin \| Phenylalanin \| \| \| Tyrosin \| Tyrosin \| Tyrosin \| Tyrosin \| Tyrosin \| Tyrosin \| \| \| Tryptophan \| Tryptophan \| Tryptophan \| Tryptophan \| Tryptophan \| Tryptophan \| \| \| \| \| \| \| \| \| \| \| \| \| \| \| \| \| \| \| \| \| \| \| \| \| \| \| \| \| \| \| \| \| \| \| \| \| |     |              |              |              |              |              |              |           |           |           |           |                                    |                     |                     |                     |                     |                     |             |             |             |             |             |             |           |           |           |           |           |           |   |  |  |  |  |  |  |  |  |  |  |  |  |  |  |  |  |  |  |  |  |  |  |  |  |  |  |  |  |  |
| Wirkungsweise von Glyphosat |     |              |              |              |              |              |              |           |           |           |           |                                    |                     |                     |                     |                     |                     |             |             |             |             |             |             |           |           |           |           |           |           |   |  |  |  |  |  |  |  |  |  |  |  |  |  |  |  |  |  |  |  |  |  |  |  |  |  |  |  |  |  |
| |     |              |              |              |              |              |              |           |           |           |           | Shikimat                           |                     |                     |                     |                     |                     |             |             |             |             |             |             |           |           |           |           |           |           |   |  |  |  |  |  |  |  |  |  |  |  |  |  |  |  |  |  |  |  |  |  |  |  |  |  |  |  |  |  |
| |     |              |              |              |              |              |              |           |           |           |           |                                    |                     |                     |                     |                     |                     |             |             |             |             |             |             |           |           |           |           |           |           |   |  |  |  |  |  |  |  |  |  |  |  |  |  |  |  |  |  |  |  |  |  |  |  |  |  |  |  |  |  |
| |     |              |              |              |              |              |              |           |           |           |           | Shikimat-3-phosphat                | Shikimat-3-phosphat | Shikimat-3-phosphat | Shikimat-3-phosphat | Shikimat-3-phosphat | Shikimat-3-phosphat |             |             |             |             |             |             | Glyphosat | Glyphosat | Glyphosat | Glyphosat | Glyphosat | Glyphosat |   |  |  |  |  |  |  |  |  |  |  |  |  |  |  |  |  |  |  |  |  |  |  |  |  |  |  |  |  |  |
| |     |              |              |              |              |              |              |           |           |           |           | Shikimat-3-phosphat                | Shikimat-3-phosphat | Shikimat-3-phosphat | Shikimat-3-phosphat | Shikimat-3-phosphat | Shikimat-3-phosphat |             |             |             |             |             |             | Glyphosat | Glyphosat | Glyphosat | Glyphosat | Glyphosat | Glyphosat | v |  |  |  |  |  |  |  |  |  |  |  |  |  |  |  |  |  |  |  |  |  |  |  |  |  |  |  |  |  |
| PEP | PEP | PEP          | PEP          | PEP          | PEP          | →            | →            | →         | →         | →         | →         | ===                                | ===                 | ===                 | ===                 | ===                 | ===                 | ←           | ←           | ←           | ←           | ←           | ←           | EPSPS     | EPSPS     | EPSPS     | EPSPS     | EPSPS     | EPSPS     |   |  |  |  |  |  |  |  |  |  |  |  |  |  |  |  |  |  |  |  |  |  |  |  |  |  |  |  |  |  |
| PEP | PEP | PEP          | PEP          | PEP          | PEP          | →            | →            | →         | →         | →         | →         | ===                                | ===                 | ===                 | ===                 | ===                 | ===                 | ←           | ←           | ←           | ←           | ←           | ←           | EPSPS     | EPSPS     | EPSPS     | EPSPS     | EPSPS     | EPSPS     |   |  |  |  |  |  |  |  |  |  |  |  |  |  |  |  |  |  |  |  |  |  |  |  |  |  |  |  |  |  |
| |     |              |              |              |              |              |              |           |           |           |           | 5‑Enolpyruvyl- shikimat‑3‑phosphat |                     |                     |                     |                     |                     |             |             |             |             |             |             |           |           |           |           |           |           |   |  |  |  |  |  |  |  |  |  |  |  |  |  |  |  |  |  |  |  |  |  |  |  |  |  |  |  |  |  |
| |     |              |              |              |              |              |              |           |           |           |           |                                    |                     |                     |                     |                     |                     |             |             |             |             |             |             |           |           |           |           |           |           |   |  |  |  |  |  |  |  |  |  |  |  |  |  |  |  |  |  |  |  |  |  |  |  |  |  |  |  |  |  |
| |     |              |              |              |              |              |              |           |           |           |           | Chorismat                          |                     |                     |                     |                     |                     |             |             |             |             |             |             |           |           |           |           |           |           |   |  |  |  |  |  |  |  |  |  |  |  |  |  |  |  |  |  |  |  |  |  |  |  |  |  |  |  |  |  |
| |     |              |              |              |              |              |              |           |           |           |           |                                    |                     |                     |                     |                     |                     |             |             |             |             |             |             |           |           |           |           |           |           |   |  |  |  |  |  |  |  |  |  |  |  |  |  |  |  |  |  |  |  |  |  |  |  |  |  |  |  |  |  |
| |     |              |              |              |              |              |              |           |           |           |           |                                    |                     |                     |                     |                     |                     |             |             |             |             |             |             |           |           |           |           |           |           |   |  |  |  |  |  |  |  |  |  |  |  |  |  |  |  |  |  |  |  |  |  |  |  |  |  |  |  |  |  |
| |     |              |              |              |              | Prephenat    | Prephenat    | Prephenat | Prephenat | Prephenat | Prephenat |                                    |                     |                     |                     |                     |                     | Anthranilat | Anthranilat | Anthranilat | Anthranilat | Anthranilat | Anthranilat |           |           |           |           |           |           |   |  |  |  |  |  |  |  |  |  |  |  |  |  |  |  |  |  |  |  |  |  |  |  |  |  |  |  |  |  |
| |     |              |              |              |              | Prephenat    | Prephenat    | Prephenat | Prephenat | Prephenat | Prephenat |                                    |                     |                     |                     |                     |                     | Anthranilat | Anthranilat | Anthranilat | Anthranilat | Anthranilat | Anthranilat |           |           |           |           |           |           |   |  |  |  |  |  |  |  |  |  |  |  |  |  |  |  |  |  |  |  |  |  |  |  |  |  |  |  |  |  |
| |     |              |              |              |              |              |              |           |           |           |           |                                    |                     |                     |                     |                     |                     |             |             |             |             |             |             |           |           |           |           |           |           |   |  |  |  |  |  |  |  |  |  |  |  |  |  |  |  |  |  |  |  |  |  |  |  |  |  |  |  |  |  |
| |     | Phenylalanin | Phenylalanin | Phenylalanin | Phenylalanin | Phenylalanin | Phenylalanin |           |           | Tyrosin   | Tyrosin   | Tyrosin                            | Tyrosin             | Tyrosin             | Tyrosin             |                     |                     | Tryptophan  | Tryptophan  | Tryptophan  | Tryptophan  | Tryptophan  | Tryptophan  |           |           |           |           |           |           |   |  |  |  |  |  |  |  |  |  |  |  |  |  |  |  |  |  |  |  |  |  |  |  |  |  |  |  |  |  |

Glyphosat blockiert das Enzym 5-Enolpyruvylshikimat-3-phosphat-Synthase (EPSPS), das zur Synthese der aromatischen Aminosäuren Phenylalanin, Tryptophan und Tyrosin über den Shikimatweg in Pflanzen, wie auch in den meisten Mikroorganismen, benötigt wird. Grund für die Blockade ist die chemische Ähnlichkeit von Glyphosat mit Phosphoenolpyruvat (PEP), dem regulären Substrat der EPSPS. Glyphosat ist der einzige bekannte Herbizidwirkstoff, der effektiv EPSPS blockiert.

### Umweltverhalten
Wegen seiner chemischen Ähnlichkeit zum Phosphat-Ion wird Glyphosat ähnlich stark an die gleichen Bodenminerale angelagert („adsorbiert“) wie Phosphat selbst. Beide adsorbieren beispielsweise stark an Aluminium- und Eisenoxiden. Eine hohe Phosphatkonzentration im Boden könnte durch Kompetition die Adsorption von Glyphosat behindern und so zu einer höheren Auswaschung von Glyphosat aus der durchwurzelten Bodenzone führen. Verschiedene Labor- und Feldstudien haben jedoch für die meisten Mineralien und Böden keinen oder nur einen begrenzten Einfluss des Phosphats feststellen können.
Wegen der starken Adsorption im Boden ist Glyphosat nur selten und meist in geringen Konzentrationen in Grundwasserproben nachweisbar. Der Anteil des durch Oberflächenabfluss von einer mit Glyphosat behandelten Fläche ausgespülten Wirkstoffs liegt meist bei weniger als einem Prozent der ausgebrachten Menge. Europaweit lag der Anteil an Messstellen, an denen der vorgeschriebene Grenzwert von 0,1 µg/l im Grundwasser überschritten wurde, unter 1 %. Werte über dem Grenzwert wurden u. a. in Italien, Deutschland, Niederlande, Dänemark, Norwegen, Frankreich und Spanien festgestellt. Auf Grundlage der von der Länderarbeitsgemeinschaft Wasser (LAWA) erhobenen Daten für Deutschland wurde Glyphosat in den Jahren 2008, 2009 und 2011 in 0,4 bis 0,5 % der Proben in höheren Konzentrationen als der festgelegte Grenzwert im Grundwasser gemessen.
In der argentinischen Pampa wurden zwischen 2012 und 2014 in 81 % der Proben (n = 112) Glyphosat im Regenwasser (0,50–67,3 μg/l) nachgewiesen (Bestimmungsgrenze 1 µg/l). Bei 41 % der untersuchten Bodenproben (n = 58) wurden Werte zwischen 28 und 323 μg/kg gemessen (Bestimmungsgrenze 5 µg/kg).
In einigen Ländern wird Glyphosat gegen Wasserpflanzen eingesetzt, die auf der Oberfläche schwimmen oder aus ihr herausragen. Nach solchen Aktionen wurden im Wasser Glyphosat-Konzentrationen von 0,010 bis 1,700 mg a.e./l (a.e. = acid equivalent) gemessen; im Sediment lagen die Konzentrationen zwischen 0,11 und 19 mg a.e./kg Trockengewicht.
In sterilem Wasser ist Glyphosat über eine große Breite von pH-Werten stabil; eine Hydrolyse findet kaum statt. Auch bei zusätzlicher Bestrahlung mit Sonnenlicht (Photolyse) wurde Glyphosat im pH-Bereich von 5–9 nach 30 Tagen zu weniger als 1 % abgebaut. Die Abbauraten durch Photolyse sind sehr niedrig, wenn sich Glyphosat in oder an Bodenoberflächen befindet. In Fließgewässern sorgen neben dem mikrobiellen Abbau auch die Adsorption an Sedimenten und an Schwebeteilchen sowie die Verdünnung durch weitere Zuflüsse für einen Rückgang der Glyphosatkonzentration im Wasser. Die Abbaurate in stehenden Gewässern ist von den lokalen Bedingungen abhängig. Die Halbwertszeit für den Abbau von Glyphosat in Gewässern wird auf 7 bis 14 Tage geschätzt.

Abbauwege von Glyphosat im Boden

Glyphosat wird vor allem von Mikroorganismen im Boden – und zwar sowohl unter aeroben wie unter anaeroben Bedingungen – abgebaut. Die Abbau-Geschwindigkeit hängt vor allem von der mikrobiellen Aktivität des Bodens ab. Der Abbau verläuft hauptsächlich über AMPA (Aminomethylphosphonsäure) oder über Glyoxylsäure und endet mit der Freisetzung von Kohlenstoffdioxid, Phosphat und Ammonium. Die Halbwertszeit für Glyphosat im Boden (DT50-Wert) beträgt nach Feldstudien auf Ackerland im Mittel 14 Tage und etwa 30–60 Tage in Waldökosystemen. Bei 47 Feldversuchen auf Acker- und Waldflächen in Europa und Nordamerika lag die DT50 zwischen 1,2 und 197 Tagen, der Durchschnitt aus allen Studien betrug 32 Tage.
Wegen der geringen Flüchtigkeit von Glyphosat ist die Verdampfung des ausgebrachten Wirkstoffs vom Feld vernachlässigbar. Die Abdrift auf benachbarte Flächen hängt vom Wetter und den verwendeten Sprühgeräten ab. Bei modernen Feldspritzen erreicht durch Verdriftung noch etwa 4 % der Ausbringungsrate von Pflanzenschutzmitteln eine Entfernung von einem Meter vom Feldrand. Beim Einsatz von Agrarflugzeugen ist die Abdrift größer, in 25 Meter Entfernung beträgt sie noch 10 % der Ausbringungsrate, in 75 Meter Entfernung 1 %.

### Filter für Glyphosat
Ein Filter, basierend auf einer speziellen metallorganischen Gerüstverbindung (MOF), hat das Potenzial, das Herbizid Glyphosat aus Grund- und Trinkwasser effektiv zu entfernen. MOFs sind poröse Feststoffe, die aus einem organischen Kohlenwasserstoff-Gerüst bestehen, in das Metallionen über Komplexbindungen eingebunden sind. Aufgrund ihrer schwammartigen Struktur besitzen diese Molekülkomplexe eine besonders große Oberfläche, die zur Adsorption von Molekülen, anorganischen Salzen und organischen Schadstoffen aus Luft oder Wasser verwendet werden kann. Als Ausgangsbasis für einen Glyphosat-Filter wird die Gerüstverbindung MIL-125-Ti, die Titan-Ionen im Gitter enthält, verwendet. Um das Glyphosat effektiv zu binden, werden im MOF zusätzliche Poren mit einem Durchmesser von bis zu zehn Nanometern erzeugt. Dies wird durch selektive Verringerung der organischen Verbindungsstreben im Gerüst erreicht, wodurch mehr Raum für das Glyphosat geschaffen und die Bildung zusätzlicher aktiver Bindungsstellen für das Herbizid gefördert wird. Diese modifizierte metallorganische Gerüstverbindung kann Glyphosat selektiv und effizient aus Wasser entfernen. Tests ergaben, dass das neue Material in nur 20 Prozent der Zeit dreimal so viel Glyphosat aufnehmen kann wie das derzeit beste Adsorptionsmittel. Zudem können die MOFs mehrfach verwendet werden, da die Bindungen schwach genug sind, um Glyphosat mit einer einfachen Natriumchlorid-Salzlösung wieder zu entfernen.

## Formulierungen und Beistoffe
Glyphosat ist in der reinen (protonierten) Form ein kristalliner Feststoff, der bei Lösung in wässrigem Lösungsmittel mit einem pH-Wert von 2 stark sauer reagiert. Die Löslichkeit ist gering (etwa 1 %, bei 25 °C). In kommerziellen Anwendungen wird Glyphosat daher in Form eines Salzes angewandt, gängige Kationen sind, je nach Produkt, Isopropylamin, Ammonium oder Kalium. In dieser Form steigt die Löslichkeit in Wasser bis auf nahe 50 Prozent an. Die Salzform ist bei der Untersuchung der Umweltauswirkungen und der Toxizität von Bedeutung. So zeigte sich beispielsweise in einer Untersuchung in Japan, dass bei „massiver“ Einnahme des Kaliumsalzes von Glyphosat durch dessen Kaliumgehalt eine lebensbedrohliche Hyperkaliämie ausgelöst werden kann.
Das Glyphosatsalz im fertigen Herbizid wird normalerweise nicht in reiner Form ausgebracht. Neben dem Wirkstoff Glyphosat enthalten sie unterschiedliche Beistoffe (auch Formulierungshilfsstoffe, oder Adjuvantien), die die Eigenschaften des Produkts in einer für die Anwendung günstigen Weise verändern sollen. Insbesondere besitzt Glyphosat als sehr polarer Stoff in reiner Form nur geringe Wirksamkeit, da es von der hydrophoben Cuticula der meisten Pflanzen abperlt. Es werden daher als Tenside wirksame Beistoffe beigegeben (englisch surfactants). Die Zusammensetzung eines Pflanzenschutzmittels aus Wirkstoffen und Beistoffen wird als „Formulierung“ bezeichnet. So enthalten viele glyphosathaltige Herbizide das Talgfettaminoxethylat POE-15 als Tensid, welches im Laborversuch 10.000 Mal stärker Mitochondrien schädigte als Glyphosat selbst: die Toxizität der Beistoffe kann weitaus höher sein als diejenige des Wirkstoffs. Dies ist bei veröffentlichten Resultaten unbedingt zu beachten, da diese teilweise auf Tests des reinen Wirkstoffs und teilweise auf solchen an fertigen Produkten basieren, wodurch sehr unterschiedliche Ergebnisse erzielt werden können. Beispielsweise gilt es heute als wahrscheinlich, dass die hohe Toxizität des glyphosathaltigen Herbizids Roundup auf Amphibien stärker auf dem beigefügten Talgfettaminoxethylat beruht als auf dem Wirkstoff selbst.

## Anwendung und Bedeutung
Glyphosat ist ein nicht-selektives Blattherbizid (Breitband- oder Totalherbizid) mit systemischer Wirkung, das über jegliche grüne Pflanzenteile aufgenommen wird. Glyphosat wird in der Landwirtschaft gegen einkeim- und zweikeimblättrige Unkräuter im Acker-, Wein- und Obstbau, beim Anbau von Zierpflanzen, auf Wiesen, Weiden und Rasenflächen sowie im Forst verwendet. Die Blätter nehmen Glyphosat durch Diffusion auf. Den meisten Glyphosat-Formulierungen werden grenzflächenaktive Substanzen (sogenannte Netzmittel oder Spreizer) zugesetzt, die für eine gleichmäßige Benetzung der Blätter sorgen und so die Aufnahme verbessern. In der Pflanze wird Glyphosat über das Phloem verteilt. Glyphosat, das auf den Boden gelangt, wird dort adsorbiert und kann daher nur in geringem Maße von Pflanzen aufgenommen werden. Eine Aussaat oder Neupflanzung kann bald nach Ausbringen des Herbizids erfolgen.

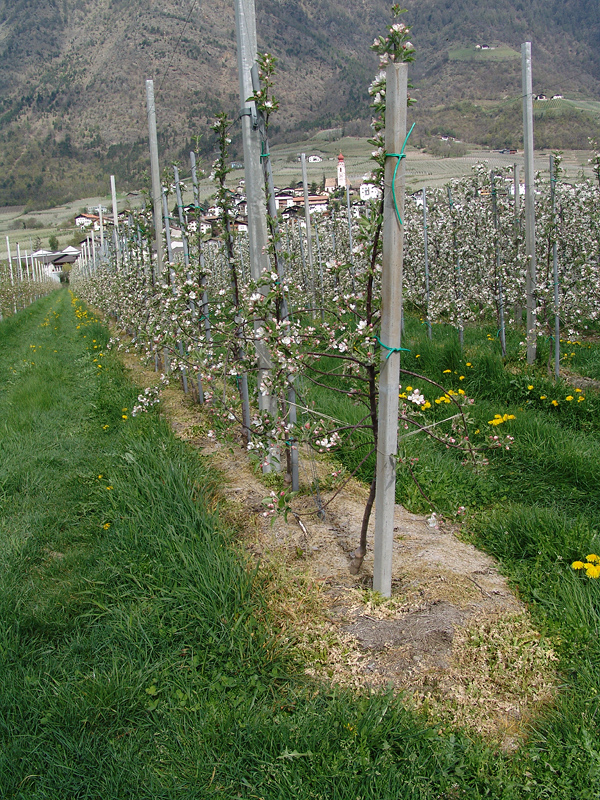
Glyphosateinsatz zum Freihalten der Baumscheibe auf einer Apfelplantage

Da Glyphosat über alle grünen Pflanzenteile wie z. B. die Blätter aufgenommen wird, wird es im Pflanzenbau eingesetzt, bevor die eigentliche Feldfrucht gesät wird. Zu diesem Zeitpunkt sind jedoch oft schon viele der Unkräuter aufgegangen, d. h. sie haben grüne Pflanzenteile, die von der Glyphosatanwendung getroffen werden können. Üblich ist auch eine Sprühanwendung kurz nach der Saat. Schnell und oberflächlich keimende Unkräuter werden dadurch getroffen, während die tiefer eingesäten Kulturpflanzen später keimen ('auflaufen') und verschont bleiben (siehe: Vorauflauf bzw. Vorauflaufherbizid).
In Wein- und Obstplantagen kann Glyphosat eingesetzt werden, wenn sich keine Blätter der Weinstöcke oder der Obstbäume in dem bodennahen Anwendungsbereich befinden (siehe Abbildung rechts).
Nutzpflanzen, die (aufgrund gentechnischer Methoden) gegen Glyphosat resistent sind, werden bereits in vielen Ländern angebaut. Bei solchen gentechnisch veränderten, glyphosatresistenten Nutzpflanzen wie Sojabohne, Raps, Baumwolle und Mais kann Glyphosat auch angewandt werden, wenn die Pflanzen bereits aufgegangen sind. Es wird eine Anwendung nicht nur vor der Aussaat – wie bei konventionellen Pflanzen – möglich, sondern zu verschiedenen Zeitpunkten des Anbaus. Die notwendige mechanische Bodenbearbeitung wird dadurch verringert. Die Behauptung, dass durch den Anbau resistenter Feldfrüchte die Anwendung von Herbiziden zunehme, stimmt so nicht, freilich vertragen resistente Pflanzen die Behandlung besser. Die Kombination glyphosatresistente Feldfrucht + mehrfache Glyphosat-Anwendung und der hohe Anwendungsgrad in mehreren großen Anbauländern wird mit den wirtschaftlichen Vorteilen dieser Form der Unkrautbekämpfung begründet. Im Übrigen wird auch in Europa allgemein ein Acker möglichst unkrautfrei gehalten, zumeist mit Herbiziden. Neben glyphosatresistenten Nutzpflanzen haben sich auch herbizidresistente Unkräuter, vor allem auch mit Glyphosatresistenzen entwickelt, wie beispielsweise Amaranthus palmeri, welche nicht mehr allein durch den Einsatz von Glyphosat bekämpft werden können.

### Europa

#### Europäische Union
Eine 2014 veröffentlichte Studie untersuchte die Folgen eines möglichen Verbots von Glyphosat für die Saatbettbehandlung bei Wintergetreide und Raps in der EU-25. Landwirte würden bei einem Wegfall von Glyphosat ihre Unkrautbekämpfung vermehrt auf mechanische Behandlung und selektive Herbizide umstellen. Ohne signifikante Anpassungen und Innovationen im Anbau würden sie hohe Ertragsverluste erleiden, die sich auf bis zu 14,5 Millionen Tonnen in der EU-25 summieren könnten. Um trotz geringerer Erträge das vorherige Produktionsniveau zu erhalten, müsste die Anbaufläche um bis zu 2,4 Millionen Hektar ausgedehnt werden. Eine solche Ausdehnung würde steigende Treibhausgasemissionen nach sich ziehen. Alternativ könnten mehr Agrarerzeugnisse von außerhalb der EU importiert werden.

#### Deutschland
In Deutschland werden rund 37 Prozent der Ackerflächen jährlich mit Glyphosat behandelt (Stand 2017). Die ausgebrachte Wirkstoffmenge wird auf etwa 5000 Tonnen abgeschätzt. Im Jahr 2014 wurden 5330 Tonnen Glyphosat auf deutschen Äckern ausgebracht, knapp 10 Prozent weniger als 2012 (5941 Tonnen). Im privaten Bereich, also von Haus- und Kleingartenbenutzern, wurden 2014 insgesamt 95 Tonnen verwendet, mehr als doppelt so viel wie 2012 (40 Tonnen). Laut dem Bundesministerium für Ernährung und Landwirtschaft lag im Jahr 2021 der Absatz an Glyphosat bei 4097 Tonnen.
Glyphosat wird in der deutschen Landwirtschaft zu drei verschiedenen Zeitpunkten verwendet:
- Stoppelanwendungen, inklusive Nachernteanwendungen (etwa 60 %, entspricht 22 % der gesamten Ackerfläche). Dabei wird das Herbizid nach der Ernte ausgebracht, um Unkräuter oder aus ausgefallenen Samen aufgewachsene Kulturpflanzen der Vorkultur (z. B. Ausfallraps), zu bekämpfen. Dies dient auch der sogenannten Ackerhygiene, um z. B. Schaderregern kein Reservoir zu bieten.
- Vorsaatanwendungen (etwa 34 %, entspricht 13 % der gesamten Ackerfläche). Dabei wird kurz vor oder wenige Tage nach der Saat (bevor die Kulturpflanze gekeimt hat) Herbizid ausgebracht. Dies ist von Bedeutung bei konservierender Bodenbearbeitung, zur Verminderung von Bodenerosion, vor allem pflugloser Bodenbearbeitung und Mulchsaat. Ein weiteres Anwendungsfeld ist die Bekämpfung von Unkräutern, die gegen zahlreiche andere Herbizide Resistenzen entwickelt haben, etwa Windhalm und Ackerfuchsschwanz.
- Vorernteanwendungen (etwa 6 %, entspricht 2 % der gesamten Ackerfläche). Hierbei wird durch das Totalherbizid die Kulturpflanze selbst gemeinsam mit evtl. vorhandenen Unkräutern abgetötet. Dies wird durchgeführt, um im Rahmen einer sog. Sikkation bei ungleichem Auflaufen der Kultur, Auswinterungsschäden, Schäden durch Starkregen, Hagel oder Sturm einen einheitlichen Erntezeitpunkt zu ermöglichen und um Spätverunkrautung und Unkrautdurchwuchs in Mähdruschfrüchten zu bekämpfen. Die Anwendung von Glyphosat zur Ernteerleichterung ist nur in solchen Beständen zugelassen, in denen eine Beerntung sonst nicht möglich wäre. In Getreide ist eine Unkrautbekämpfung nur bei lagernden Beständen zugelassen. In Deutschland ist die Vorerntebehandlung seit 2014 nur für besonders schwierige Erntesituationen erlaubt, aber nicht mehr für die Steuerung des Erntetermins (Drusch).[49] In der Schweiz ist die Sikkation verboten.[50]

Steinmann et al. (2012) beziffern den Nutzen von Glyphosat in Deutschland auf 79–202 Mio. Euro pro Jahr. Sie nehmen an, dass es ohne Glyphosat nicht zu Ertragseinbußen kommen würde, da ein verstärkter Einsatz von Pflug und anderen Herbiziden zur Unkrautbekämpfung derartige Effekte kompensieren würde.
Das Julius Kühn-Institut (JKI) veröffentlichte 2015 eine Folgenabschätzung für den teilweisen oder vollständigen Verzicht auf glyphosathaltige Herbizide in der deutschen Landwirtschaft. Laut JKI würde der vollständige Ersatz von Glyphosat durch (die teurere) mechanische Unkrautbekämpfung in Dauerkulturen (insbesondere bei Äpfeln) gravierende Folgen haben und sei wirtschaftlich kaum vertretbar. Im Ackerbau könne unter günstigen Bedingungen (abhängig von Standort, Witterung und Anbaupraxis) eine mechanische Unkrautbekämpfung zu einem betriebswirtschaftlich identischen oder sogar besseren Ergebnis führen. Unter ungünstigen Bedingungen führe der Ersatz von Glyphosat durch mechanische Verfahren zu Ertragseinbußen, bei Brotweizen entsprechen diese Verluste 6 bis 17 % des Deckungsbeitrags. Um eine Kostenäquivalenz von drei Bodenbearbeitungsgängen mit der Glyphosatanwendung zu erreichen, müssten die Glyphosatpreise um ca. 75 % ansteigen. Allerdings seien daneben auch andere Faktoren für den wirtschaftlichen Vorteil entscheidend, etwa ausreichende Feldarbeitstage und Arbeitskraftkapazitäten sowie ausreichende Mechanisierung. Auch dürfe nach der Ernte keine Trocknung notwendig sein. Das JKI empfiehlt, Glyphosatanwendungen nicht von vornherein als Standardmaßnahme im Ackerbau anzusehen und in bestimmten Situationen mechanische Arbeitsgänge als flexible Alternative (z. B. im jährlichen Wechsel mit Glyphosat) zu prüfen.
Die Deutsche Bahn AG setzte nach eigenen Angaben jährlich ca. 60 bis 70 Tonnen Glyphosat und andere Herbizide ein, um die Gleise bewuchsfrei zu halten. 2023 hatte sie bekundet, kein Glyphosat mehr ausbringen zu wollen. Stattdessen soll ein „nachhaltiges Vegetationsmanagement“ durch Mäher-Maschinen und Pelargonsäure eingesetzt werden. Die alternative Unkrautbekämpfung verursacht Mehrkosten in Höhe von 16 Millionen Euro.

#### Österreich
Laut dem österreichischen Bundesamt für Ernährungssicherheit wurden im Jahr 2016 rund 312 Tonnen Glyphosat verkauft. Somit ist die verkaufte Menge gegenüber dem Vorjahr mit 327 Tonnen leicht rückläufig.
Im März 2019 hat das Bundesland Kärnten, wo von öffentlichen Trägern Glyphosat schon mehrere Jahre nicht mehr verwendet wird, den Gebrauch auch für Privatanwender komplett verboten, nachdem eine Anfrage bei der EU-Kommission positiv verlaufen ist.
Am 2. Juli 2019 verbot Österreich als erstes Land in der Europäischen Union den Einsatz von Glyphosat. Der Nationalrat stimmte einem SPÖ-Antrag mehrheitlich zu. Die ÖVP sprach sich gegen das Verbot aus. Es ist allerdings umstritten, ob das Verbot mit EU-Recht vereinbar ist. Die Umweltschutzorganisation Greenpeace sprach von einem „historischen Meilenstein“.
Nachdem seitens der EU kein Veto bis Dezember 2019 eintraf, hätte das Gesetz planmäßig mit Jahresbeginn 2020 in Kraft treten können. Die EU hatte zuvor bemerkt, dass bereits der Entwurf und nicht erst das beschlossene Gesetz hätte notifiziert werden müssen, wodurch das Landwirtschaftsministerium die Gefahr einer Rechtsunsicherheit mit den dann damit verbundenen Klagen sieht. Aufgrund dieses Formfehlers wurde entschieden, das Verbot vorerst nicht in Kraft zu setzen.
Mit dem Vorwurf, Bayer habe unvorteilhafte Daten aus eigenen Studien bewusst nicht vorgelegt, um eine krebserregende Wirkung von Glyphosat zu vertuschen, erstattete die Umweltorganisation Global 2000 im Herbst 2023 Strafanzeige gegen den Konzern.

#### Schweiz
In der Schweiz wurden 2016 204 Tonnen des Wirkstoffs verkauft, während es 2014 noch 296 Tonnen waren. Die Schweizerischen Bundesbahnen setzten für die Unkrautbekämpfung auf den Gleisbetten jährlich 2,5 bis 4 Tonnen Glyphosat ein.

#### Vereinigtes Königreich
Einer 2010 veröffentlichten Studie zufolge (Cook et al., 2010) hätte ein Verbot von Glyphosat signifikante Folgen für Landwirtschaft und Umwelt. Ohne Glyphosat würden die Landwirte häufiger pflügen, was den Arbeitsaufwand um 50 % erhöhen würde. Auch wären mehr Maschinen notwendig, geerntetes Getreide müsste zusätzlich getrocknet werden und seine Qualität würde sinken. Die Autoren schätzten Mehrkosten in Höhe von £473 pro Hektar bei Weizen und £470 pro Hektar bei Raps. Außerdem würden die Lebensmittelpreise steigen. Hinsichtlich der Umwelt würde der Wegfall der pfluglosen Bodenbearbeitung zu erhöhter Bodenerosion, Vernässung und dem Verlust organischer Substanz und Biodiversität führen. Produktivitätsverluste würden zu einer Ausdehnung der Anbaufläche und vermehrten Importen von Weizen und Raps führen. Häufigeres Pflügen und die Umwandlung von Gras- in Ackerland zur Kompensierung niedrigerer Erträge würde die Treibhausgasemissionen um geschätzte 12 Millionen Tonnen CO2-Äquivalent ansteigen lassen.

### Vereinigte Staaten

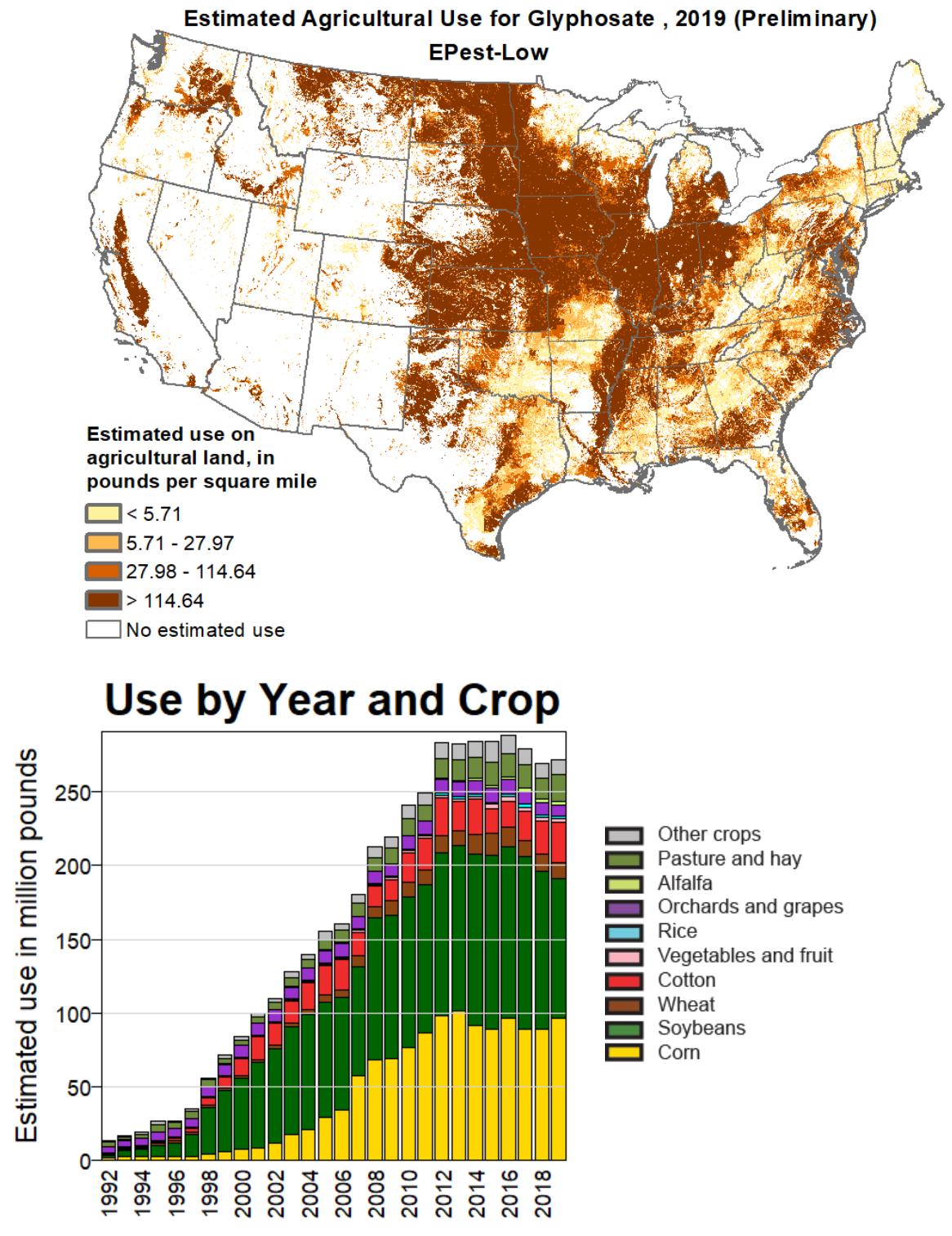
Geschätzte Ausbringungsmenge in den USA in den Jahren bis 2019

Im Jahr 2007 wurden von keinem Herbizid mehr in der US-Landwirtschaft eingesetzt als von glyphosathaltigen Produkten. Insgesamt wurden 2011 mehr als 110.000 Tonnen verbraucht, davon ein Großteil im Soja- und Maisanbau. Neben Roundup sind Dutzende anderer glyphosathaltiger Herbizide auf dem Markt, beispielsweise Clinic von Nufarm, Glyfos von Cheminova, Touchdown von Syngenta oder VOROX Unkrautfrei Direkt (Compo).

## Wirkung auf Nichtzielorganismen
Die Wirkung von Glyphosat auf Nichtzielorganismen wurde umfangreich untersucht, unter anderem durch die USEPA, die WHO und die EU. Fast alle wissenschaftlichen Einzelstudien, Übersichtsarbeiten und Behörden bestätigen, dass die zugelassenen Anwendungen von Glyphosat keine Gesundheitsrisiken bergen. Nichtregierungsorganisationen wie der Naturschutzbund Deutschland, Greenpeace oder Friends of the Earth vertreten unter Berufung auf vereinzelte Studien den Standpunkt, dass Glyphosat erhebliche Gesundheits- und Umweltrisiken berge.
Die Giftigkeit von Glyphosat ist für Tiere (Säugetiere, Vögel, Fische, und Wirbellose) gering, da das gehemmte Enzym EPSPS nur bei Pflanzen, Pilzen und Mikroorganismen vorhanden ist. Die Toxizität glyphosatbasierter Produkte kann durch ihre Formulierung beeinflusst werden. So führt beispielsweise die Verwendung von Netzmitteln (wie bei Roundup) zu einer höheren Toxizität, insbesondere bei Wassertieren. Als Isopropylammonium-Salz ist Glyphosat besonders für Fische weniger toxisch. Von Tieren wird aufgenommenes Glyphosat schnell und unmetabolisiert wieder ausgeschieden.

### Aufnahme in den Körper
Bei Fütterungsstudien an Ratten wurde oral verabreichtes, radioaktiv markiertes Glyphosat mit einer Rate zwischen 15 und 36 % in den Körper aufgenommen, der Rest wurde mit dem Kot wieder ausgeschieden. Bei niedriger Dosierung wurden die höchsten prozentualen Aufnahmeraten erreicht. Aufgenommenes Glyphosat wurde zum größten Teil unmetabolisiert ausgeschieden. Etwa 10 % des verabreichten Glyphosats waren im Urin nachweisbar, weniger als 0,3 % tauchten als CO2 in der Atemluft auf, der größte Teil wurde mit dem Kot abgegeben. Fütterungsstudien an Kaninchen, Milchziegen und Hühnern zeigten eine vergleichbare Aufnahmerate und entsprechende Glyphosatgehalte in Geweben sowie in Milch und Eiern.
Sowohl aus unverdünnter Roundup-Lösung als auch aus einer Spritzmittel-Lösung nahmen Hautproben bei einer Einwirkzeit von 16 Stunden bis zu 2 % des in der Lösung enthaltenen Glyphosats auf.
Die in detaillierten Studien zur Exposition von Landwirten beobachtete maximale systemische Exposition beträgt 0,004 mg/kg. Der maximale Wert ohne toxische Wirkung (NOEL) beträgt 175 mg/kg/Tag.
Die Europäische Behörde für Lebensmittelsicherheit geht bei Lebensmittelrückständen von 0,3 mg/kg bei Mais und 7 oder 10 mg/kg bei Sojabohnen von keinem länger anhaltenden Gesundheitsrisiko für den Verbraucher aus. Jedoch liegen die Grenzwerte heute bei Mais bei 1 mg/kg und bei Sojabohnen bei 20 mg/kg.
Das gemeinsame Treffen (2004) der Ernährungs- und Landwirtschaftsorganisation und der Weltgesundheitsorganisation zur Risikobewertung von Rückständen von Pflanzenschutzmitteln in 32 Nahrungsmitteln kam zu dem Schluss, dass Glyphosatrückstände mit keinen akuten oder chronischen Gesundheitsgefährdungen für den Verbraucher einhergehen.

#### Exposition von Schwangeren
In einer 2016 publizierten systematischen Übersichtsarbeit wurde untersucht, ob Glyphosatexposition während der Schwangerschaft nachteilige Auswirkungen wie erhöhtes Risiko von Fehlbildungen, Frühgeburten oder Fehlgeburten haben kann. Bis auf eine mögliche Verbindung mit ADHS konnten keine negativen Wirkungen festgestellt werden.
Im Kontext einer 2017 veröffentlichten Studie aus Thailand wurde festgestellt, dass Frauen, die in der Landwirtschaft tätig sind oder deren Familienangehörige in der Landwirtschaft arbeiten und zwischen Mai und Dezember 2011 im 7. Monat schwanger waren, bei der Geburt erhöhte Werte von Paraquat und Glyphosat sowohl im eigenen Blutserum als auch im Blutserum der Nabelschnur aufwiesen. Die Autoren schlussfolgern, dass langfristige Auswirkungen der pränatalen Exposition von Glyphosat auf die Gesundheit der Kinder erforscht werden sollten sowie dass eine strengere Regulierung von Einsatz und Verkauf von Pestiziden die Gesundheit von Kindern in Thailand schützen könnte.
Bei einer 2018 publizierten Studie über die Glyphosatexposition bei schwangeren Frauen zwischen 2015 und 2016 in den USA fanden Wissenschaftler heraus, dass mehr als 90 % der Frauen nachweisbare Glyphosatwerte hatten und dass diese Werte signifikant mit verkürzten Schwangerschaftszeiten korrelierten. Obwohl die Kohortenstudie klein und regional war und eine begrenzte ethnische Vielfalt aufwies, liefert sie direkte Hinweise auf eine mütterliche Glyphosatexposition und eine signifikante Korrelation mit einer verkürzten Schwangerschaft. Weitere Untersuchungen in einer geografisch und ethnisch vielfältigeren Kohorte wären notwendig, bevor diese Ergebnisse verallgemeinert werden könnten.

#### Glyphosat in Muttermilch
Bei einer stichprobenmäßigen Untersuchung (n=16) im Auftrag der Partei Die Grünen sind gemäß deren Angaben bei allen 16 Muttermilchproben Rückstände von Glyphosat festgestellt worden. Das BfR und die Nationale Stillkommission gaben am 30. Juni 2015 an, dass die gemessenen Gehalte von bis zu 0,43 Nanogramm (ng) pro Milliliter (ml) (entspricht 0,43 μg/Liter) gesundheitlich unbedenklich seien. Die veröffentlichten Werte würden bei Neugeborenen zu einer Glyphosataufnahme führen, die um einen Faktor von mehr als 4000 niedriger liegt als der in der EU abgeleitete Richtwert, bei dem keine gesundheitlichen Risiken zu erwarten seien. Darüber hinaus bestehen laut BfR erhebliche Zweifel an der Methodik des Tests.
Das BfR gab daraufhin eine Studie in Auftrag, in der zwei unabhängige Analyseverfahren mit hoher Sensitivität entwickelt und 114 Muttermilchproben aus Niedersachsen und Bayern untersucht wurden. Die Studie fand keine Glyphosatrückstände. Laut BfR ist aufgrund der physikalisch-chemischen Eigenschaften von Glyphosat kein relevanter Übergang des Wirkstoffes in Muttermilch zu erwarten und wissenschaftlich bisher nicht belegt. Die Studie erschien im Januar 2016 im Journal of Agricultural and Food Chemistry.
Die Anti-Gentechnikorganisation Moms Across America (MAA) veröffentlichte im April 2014 die Ergebnisse von Analysen, die in drei von zehn Proben nach eigenen Angaben Glyphosatrückstände in der Muttermilch gefunden hatten. Die Analysen wurden von einem Auftragsforschungsinstitut im Auftrag von MAA und Sustainable Pulse mit Unterstützung von Environmental Arts & Research durchgeführt. Eine im Juli 2015 erstmals veröffentlichte Untersuchung (im März 2016 in The American Journal of Clinical Nutrition publiziert) der Washington State University fand in landwirtschaftlichen Regionen Washingtons, in denen Glyphosat routinemäßig eingesetzt wird, kein Glyphosat in der Muttermilch. Die Milchproben wurden von Monsanto Labors in St. Louis untersucht und die Analyseergebnisse wurden unabhängig an einem in Wisconsin gelegenen Auftragsforschungsinstitut verifiziert.
Bus (2015) kam in einer von der Glyphosate Task Force finanzierten Untersuchung zu dem Ergebnis, dass die nicht peer-reviewten Ergebnisse der MAA nicht plausibel, d. h. unglaubwürdig sind.

#### Glyphosat im Urin
Siehe auch: Aktion „Urinale 2015“
Im Frühjahr 2013 wurden 182 Urinproben aus 18 europäischen Ländern auf Glyphosat und sein Abbauprodukt AMPA untersucht, finanziert wurde die Studie vom Bund für Umwelt und Naturschutz Deutschland und Friends of the Earth. Die Mittelwerte der bestimmten Konzentrationen lagen bei 0,21 µg/l für Glyphosat und 0,18 µg/l für AMPA, bei einer Bestimmungsgrenze von jeweils 0,15 µg/l. Als Maximalwerte wurden 1,56 µg Glyphosat und 2,63 µg AMPA pro Liter gefunden. Zwar wurde in 44 % der untersuchten Proben Glyphosat nachgewiesen, die gemessene Konzentration im Urin liegt aber laut Stellungnahme des Bundesinstitutes für Risikobewertung (BfR) „weit unterhalb eines gesundheitlich bedenklichen Bereichs“ (Faktor 1000). Beim Menschen werden 20–30 % des Glyphosats aus der Nahrung durch den Darm aufgenommen und dann größtenteils durch den Urin wieder ausgeschieden.
Eine 2015 von BfR-Wissenschaftlern im Journal für Verbraucherschutz und Lebensmittelsicherheit veröffentlichte Übersichtsarbeit analysierte sieben Studien aus den USA und Europa, in denen Glyphosat im Urin gefunden wurde. Die Arbeit kommt zu dem Schluss, dass keine Gesundheitsgefährdungen festgestellt wurden, da die Expositionsmengen um mehrere Größenordnungen unterhalb der ADI- und AOEL-Werte lagen.
Nachdem Monsanto gentechnisch veränderte Pflanzen eingeführt hatte, die gegen Glyphosat resistent sind, so dass wichtige Kulturen wie Mais, Sojabohnen und Baumwolle mit dem Herbizid besprüht werden konnten, ist gemäß einem Bericht des Pulitzer-Preisträgers Danny Hakim die Verwendung von Glyphosat in den Vereinigten Staaten und anderen Teilen der Welt in den letzten zwei Jahrzehnten stark angestiegen. Während dieser Zeit stieg die Prävalenz von nachweisbarem Glyphosat in menschlichem Urin um das fünffache, wie aus einer Studie der San Diego School of Medicine der Universität Kalifornien hervorgeht. Für die prospektive Studie wurden Daten von 100 Probanden über 50 Jahren aus Südkalifornien aus den Jahren 1993 bis 2016 verglichen. Da Studien nahelegen, dass eine chronische Exposition mit glyphosathaltigen Formulierungen bei Tieren und Menschen gesundheitliche Beeinträchtigungen auslösen kann, sehen die Studienersteller hier weiteren Forschungsbedarf. Sie beziehen sich auf von Robin Mesnage et al. konzipierte Fütterungsversuche, bei welchen Versuchstiere unter konstanter sehr niedriger Glyphosatkonzentration Veränderungen des Leberstoffwechsels aufwiesen, die mit den Auswirkungen einer nichtalkoholischen Fettleber und deren Weiterentwicklung zu einer Steatohepatitis vergleichbar waren.

### Toxizität
Den Leitlinien zur Trinkwasserqualität der Weltgesundheitsorganisation (vierte Auflage, 2011) zufolge liegen die Rückstandsgehalte von Glyphosat im Trinkwasser weit unterhalb gesundheitlich bedenklicher Werte.
Der europäische ADI-Wert beträgt 0,5 mg/kg. Der AOEL beträgt 0,1 mg/kg Körpergewicht.
Die halbmaximale Inhibitionskonzentration (IC50) von Progesteron bei Mäusezellkulturen liegt nach einer Studie bei 24,4 mg/l für Roundup.

#### Kontroverse um Richardet al.(2005)
Die Fachzeitschrift Environmental Health Perspectives veröffentlichte 2005 eine Studie (Richard et al., 2005) aus der Arbeitsgruppe von Gilles-Éric Séralini. Demnach sei Roundup für die Zellen einer Zelllinie (JEG3), welche aus einem Tumor einer menschlichen Plazenta stammt, in vitro und in hohen Konzentrationen (bis zu 2%ige Lösung von Roundup in Wasser, entspricht bis zu 7,2 g/l Glyphosat) innerhalb von 18 Stunden toxisch. Außerdem reduziere sich die Aktivität von Aromatase und die Studie folgert, dass Roundup ein endokriner Disruptor sei. Weiterhin wurde festgestellt, dass Glyphosat selbst nicht die Toxizität erkläre und nach der Zugabe einer nur 0,1%igen Roundup-Lösung zu einer Lösung, die nur Glyphosat enthielt, die Zellviabilität drastisch verringere. Roundup variiert in der Zusammensetzung und enthält neben dem Wirkstoff Glyphosat üblicherweise noch das Netzmittel Talgfettaminoxethylat, die nachweislich zu Schäden an Plazentazellen führen. In der Studie wurde jedoch nicht genannt, welche Roundup-Formulierung verwendet wurde und welche anderen Stoffe neben Glyphosat enthalten waren.
Monsanto bemängelt die Methodik der Studie. So sei das Expositionsszenario unrealistisch und habe keine Relevanz für das lebendige Tier. Die verwendeten Konzentrationen seien weit höher als die höchsten, unter realistischen Verhältnissen erreichbaren Konzentrationen. Die Studie berücksichtige nicht die geringe Aufnahme und den Stoffwechsel, dem Glyphosat unterliegt und der den Organismus vor solchen hohen Konzentrationen schütze. Weiterhin würde die Zelllinie zwar in der Forschung verwendet, aber von keinem wissenschaftlichen Institut oder Regulierungsbehörde für die Bestimmung von Gesundheitsrisiken anerkannt. Monsanto sagt ferner, dass sie die Studie mit Roundup, aber auch mit haushaltsüblichen Chemikalien reproduziert und dabei festgestellt hätten, dass die endokrine Disruption auf die Schädigung der mitochondrialen Membran und nicht auf einen glyphosatspezifischen Mechanismus zurückzuführen sei.
Auch das BfR kommentierte die Studie. Laut der Französischen Kommission für Toxikologie (Commission d’Étude de la Toxicité) wies die Studie methodische Mängel und fehlerhafte Argumente und Interpretationen auf und sei für eine Risikobewertung unbrauchbar.

#### Kontroverse um Benachour & Seralini (2009)
Die Fachzeitschrift Chemical Research in Toxicology veröffentlichte 2009 eine Studie (Benachour & Seralini, 2009) aus der Arbeitsgruppe von Gilles-Éric Séralini über Experimente mit verschiedenen glyphosathaltigen Pflanzenschutzmitteln und menschlichen Zellen. In ausreichender Konzentration wurde der Zelltod herbeigeführt, und die Autoren schlossen daraus mögliche Gesundheitsgefahren für den Menschen.
Die damalige Französische Agentur für Lebensmittelsicherheit (AFSSA) kritisierte die Studie aus mehreren Gründen und gab an, dass die Studie weder die bestehende Bewertung von Glyphosat auf EU-Ebene noch die Bewertungen glyphosathaltiger Pflanzenschutzmittel auf nationaler Ebene in Frage stellen könne.

### Karzinogenität und Genotoxizität
Intensive Debatten in der Fachöffentlichkeit und in populären Medien widmen sich der Frage, ob bzw. unter welchem Umständen Glyphosat – oder bestimmte Glyphosat-Formulierungen – krebserregend seien. Teilweise sind einzelne Publikationen und einzelne Entscheidungen der Genehmigungsbehörden Gegenstand intensiver, jahrelanger Kontroversen. In geringerem Maße trifft dies auch für eine etwaige Genotoxizität zu.

#### Von der Industrie unterstützte Übersichtsstudien
Die USEPA stellte Glyphosat in einer Bewertung aus dem Jahr 2000 in eine Stoffgruppe, für die Beweise vorliegen, dass sie für den Menschen nicht kanzerogen sind. Laut einer 2000 veröffentlichten Übersichtsarbeit (Williams et al., 2000) zeigten umfassende Studien an Versuchstieren, dass es keine Hinweise für Karzinogenität, Mutagenität, Neurotoxizität oder Reproduktionstoxizität für den Menschen gebe.
Eine von Monsanto unterstützte Übersichtsarbeit aus dem Jahr 2012 untersuchte 21 epidemiologische Studien (sieben Kohortenstudien und 14 Fall-Kontroll-Studien). Die Übersichtsarbeit konnte kein konsistentes Muster eines positiven Zusammenhangs finden, der auf einen Kausalzusammenhang zwischen Krebs (und einzelnen Krebsarten) und Glyphosatexposition hinweise. In Vorbereitung auf einen Antrag auf Wiederzulassung als Pflanzenschutzmittel in der Europäischen Union unterstützten Monsanto und andere Hersteller von Pflanzenschutzmitteln (Glyphosate Task Force) finanziell eine 2013 veröffentlichte Übersichtsarbeit (Kier und Kirkland). Die Arbeit wertete Genotoxizitäts- und Zulassungsstudien zu Glyphosat und glyphosathaltigen Pflanzenschutzmitteln aus, die seit Williams et al. (2000) veröffentlicht wurden. Die Ergebnisse wurden mit der Weight-of-Evidence-Methode für Genotoxizität analysiert. Der Arbeit zufolge stellen Glyphosat und übliche glyphosathaltige Pflanzenschutzmittel unter normalen Expositionsbedingungen kein signifikantes genotoxisches Risiko dar. 2015 erschien eine von Monsanto unterstützte Übersichtsarbeit von Kier, die vorhandene Biomonitoring-Studien zusammenfasste und die Ergebnisse von Kier und Kirkland (2013) bestätigte.
Eine weitere von der Glyphosate Task Force unterstützte und 2015 veröffentlichte Übersichtsarbeit untersuchte 14 Karzinogenitätsstudien, die in Zulassungsverfahren verwendet wurden. Die Übersichtsarbeit kommt zu dem Schluss, dass es keine Hinweise auf krebserregende Effekte in Zusammenhang mit Glyphosatanwendungen gebe. Es fehlten ein plausibler Mechanismus und epidemiologische Studien, die einen klaren, statistisch signifikanten, unverzerrten Zusammenhang zwischen Glyphosat und Krebs zeigen. Die Weight-of-Evidence-Methode demonstriere, dass Glyphosat kein krebserregendes Potenzial beim Menschen habe.
Eine von Monsanto finanziell unterstützte 2016 veröffentlichte systematische Übersichtsarbeit und Metaanalyse untersuchte den Zusammenhang zwischen Glyphosatexposition und den lymphohämatopoetischen Krebsarten Non-Hodgkin-Lymphom (NHL), Hodgkin-Lymphom (HL), multiples Myelom (MM) und Leukämie. Es fanden sich marginal signifikante, positive meta-relative Risiken (RR) für eine Verbindung von Glyphosatanwendungen mit NHL und MM und keine Verbindungen mit HL und Leukämie. Nach Ansicht der Autoren bestehen jedoch methodologische Probleme mit der kleinen Zahl von Studien und insgesamt sei die Literatur schwach, inkonsistent, nicht eindeutig und zeige keinen positiven biologischen Gradienten an, weswegen nicht auf einen Kausalzusammenhang zwischen Glyphosatexposition und den untersuchten Krebsarten geschlossen werden könne.

#### Studien internationaler Organisationen (FAO/WHO, IARC) einschließlich IARC-Kontroverse
Der Gemeinsame FAO/WHO-Sachverständigenausschuss für Pestizidrückstände (JMPR) bewertete Glyphosat hinsichtlich Kanzerogenität seit 1993 mehrfach, zuletzt 2016. Den Bewertungen zufolge sind die über die Nahrung aufgenommenen Rückstände von Glyphosat beim Menschen wahrscheinlich nicht genotoxisch und nicht kanzerogen.
Im März 2015 stufte die Internationale Agentur für Krebsforschung (IARC) der Weltgesundheitsorganisation (WHO) Glyphosat in die Kategorie 2A (wahrscheinlich krebserzeugend für den Menschen, probably carcinogenic to humans) ein. Es gebe begrenzte Nachweise für das krebserzeugende Potenzial von Glyphosat beim Menschen. Dass es bei Ratten und Mäusen zu Tumoren führe, wurde als ausreichende Beweislage bewertet.
Am 29. Juli 2015 war die ausführliche Begründung der IARC hinsichtlich der Bewertung von Glyphosat online verfügbar. Die IARC stützte ihre Bewertung hinsichtlich einer kanzerogenen Wirkung bei Menschen hauptsächlich auf mehrere Fall-Kontroll-Studien sowie die Agricultural Health Study (AHS), eine epidemiologische Kohortenstudie mit 57.311 Landwirten aus Iowa und North Carolina. Fall-Kontroll-Studien aus den USA, Kanada und Schweden zeigten ein erhöhtes Risiko, am Non-Hodgkin-Lymphom (NHL) zu erkranken, während die AHS keinen Zusammenhang zwischen der Glyphosat-Exposition und NHL erkennen ließ. Drei Studien wiesen auf einen möglichen Zusammenhang zwischen Glyphosat und Multiplem Myelom hin, allerdings besteht hier nach Einschätzung der IARC größere Unsicherheit. Laut IARC gab es in den wenigen durchgeführten Untersuchungen keine Hinweise für durch Glyphosat begünstigte Krebserkrankungen in Gehirn, Speiseröhre, Magen oder Prostata sowie Weichteilsarkome.
In einer in der IARC-Bewertung zitierten Fütterungsstudie bei Mäusen gab es bei männlichen Tieren einen signifikanten Anstieg von Adenomen oder Karzinomen der Nierenkanälchen, aber nicht bei weiblichen Tieren. Bei einer anderen Studie an Mäusen stieg bei männlichen Exemplaren die Häufigkeit von Hämangiosarkomen an, wiederum nicht bei weiblichen Individuen. Von den ausgewerteten Fütterungsstudien an Ratten zeigten zwei eine signifikante Zunahme von Inselzelladenomen der Bauchspeicheldrüse bei Rattenmännchen, eine davon zudem für Leberkrebs (hepatocellular adenoma) bei männlichen und für Schilddrüsenadenome (thyroid C-cell adenoma) bei weiblichen Tieren. Bei zwei weiteren von der IARC zitierten Studien war kein signifikanter Anstieg der Rate einer Krebsform zu erkennen. Eine glyphosathaltige Formulierung hatte bei Mäusen die Promotion von Hauttumoren zur Folge. Die gentoxische Wirkung von Glyphosat sieht die IARC als gut belegt an. Dass Glyphosat, sein Abbauprodukt AMPA und glyphosathaltige Formulierungen oxidativen Stress auslösen, sei ebenfalls gut belegt.
Einer der externen Gutachter für die IARC-Einstufung war der Statistiker Christopher J. Portier. Portier wird vorgeworfen, „lukrative Beraterverträge“ u. a. von einer amerikanischen Anwaltsgroßkanzlei angenommen zu haben, die im Zusammenhang mit Glyphosat Sammelklagen gegen Monsanto anstrebt. Anhand von Auszügen aus Gerichtsunterlagen über Portier erhob erstmals David Zaruk die Vorwürfe im Oktober 2017 in seinem Blog. Zaruk hatte wiederum bis 2006 für das Chemieunternehmen Solvay und den Verband CEFIC gearbeitet und über Glyphosat unter anderem geschrieben, es „schütze und verbessere die Bodengesundheit“. Jan Grossarth (FAZ) hält die Angelegenheit für einen Skandal, da Portier einen Interessenkonflikt verschwieg, der den Kern der Anti-Glyphosat-Kampagne berühre, die sich wiederum auf die angeblichen Krebsgefahren des Wirkstoffs stützt.
Nach einer im Februar 2016 veröffentlichten Einschätzung der nationalen französischen Gesundheits- und Sicherheitsbehörde (ANSES) kann Glyphosat aufgrund mangelnder Belege nicht in die erste Kategorie (bekanntermaßen oder wahrscheinlich beim Menschen karzinogen) gemäß CLP-Verordnung eingestuft werden. Gemäß ANSES könne aber möglicherweise eine Einstufung in die zweite Kategorie (Verdacht auf karzinogene Wirkung beim Menschen) gerechtfertigt sein, was ANSES jedoch nicht geprüft hat. Es rief daher die ECHA zu einer Bewertung auf.
Die USEPA veröffentlichte im April 2016 die Bewertung des karzinogenen Potenzials von Glyphosat durch ihr Cancer Assessment Review Committee (CARC) vom Oktober 2015. Demnach ist Glyphosat für den Menschen wahrscheinlich nicht krebserregend. Laut USEPA ließ die IARC-Bewertung eine Reihe von Studien mit Negativergebnissen unberücksichtigt. Zudem wiesen die von IARC zitierten Studien mit Positivergebnissen entscheidende Mängel auf und seien nicht reproduziert worden. Die USEPA entfernte die CARC-Bewertung wenige Tage nach der Veröffentlichung und kündigte eine Revision bis Ende 2016 an. Im September 2016 wurde die CARC-Bewertung Im Rahmen der Veröffentlichung der routinemäßigen Zulassungsüberprüfung (siehe oben) wieder veröffentlicht.
Eine 2016 veröffentlichte Übersichtsarbeit trug die Einschätzungen vier unabhängiger Expertengruppen bezüglich des karzinogenen Potenzials von Glyphosat zusammen und verglich sie mit der IARC-Bewertung. Die Expertengruppen kamen zu dem Schluss, dass die vorhandenen Daten die IARC-Bewertung von Glyphosat als „wahrscheinlich krebserregend“ nicht rechtfertigen und dass Glyphosat wahrscheinlich kein Krebsrisiko für Menschen darstellt.
Die APVMA veröffentlichte im September 2016 ihre Position hinsichtlich einer möglichen Neubewertung von Glyphosat als Reaktion auf die IARC-Bewertung. Die APVMA kommt zu dem Schluss, dass Glyphosatexposition weder krebserregend noch genotoxisch ist. Auch sieht APVMA keine wissenschaftlichen Hinweise auf schädliche Effekte beim Menschen oder unbeabsichtigte negative Effekte auf Tiere, Pflanzen und Umwelt durch Glyphosat oder glyphosatbasierte Pflanzenschutzmittel. Daher sei eine formale Neubewertung nicht gerechtfertigt.
Das Schweizerische Zentrum für Angewandte Humantoxikologie und das Oekotoxzentrum veröffentlichten im März 2017 gemeinsam ein Infoblatt, worin sie die Abweichung der IARC-Bewertung von denen von BfR, EFSA und JMPR mit mehreren Faktoren erklären: Im Unterschied zu anderen Organisationen berücksichtigt IARC die regulatorisch geforderten Daten der Hersteller nicht, interpretierte und gewichtete die Studienlage anders und wertete Studien neu aus. Wie vom EU-Recht verlangt, bewerteten BfR und EFSA lediglich den Wirkstoff Glyphosat an sich. Die Bewertung der IARC berücksichtigt zusätzlich verschiedene Formulierungen, d. h. die Beimischungen, die dem Wirkstoff Glyphosat regelmäßig zugesetzt werden. Es entstand eine Diskussion, ob weniger der Wirkstoff Glyphosat als die Produktbeimischungen eine krebserregende Wirkung bedingen könnten.

#### Einschätzungen nationaler und EU-Genehmigungsbehörden
Im Juni 2015 überprüfte die USEPA Glyphosat innerhalb ihres Endocrine Disruptor Screening Programs. Sie stellte aufgrund des wissenschaftlichen Kenntnisstands auf Basis der Weight-of-Evidence-Methode fest, dass es keine überzeugenden Hinweise für potenzielle Interaktionen von Glyphosat mit Östrogen, Androgen und Thyroxin gebe. Aufgrund des Ergebnisses sieht die USEPA keine Notwendigkeit, weitere Tests hierzu durchzuführen.
Am 12. November 2015 wurde die Neubewertung von Glyphosat der EFSA und der EU-Mitgliedsstaaten veröffentlicht. Den Schlussfolgerungen des Berichts zufolge ist es unwahrscheinlich, dass Glyphosat eine krebserregende Gefahr für den Menschen darstellt.
Die japanische Behörde für Lebensmittelsicherheit (FSC) fand in einer 2016 veröffentlichten umfangreichen Risikobewertung zu Glyphosat keine Hinweise auf Karzinogenität oder Genotoxizität.
Im September 2016 veröffentlichte die USEPA ihre Einschätzung des karzinogenen Potenzials von Glyphosat im Rahmen der routinemäßigen (mindestens alle 15 Jahre fälligen) Überprüfung der Zulassung. Die Einschätzung wurde auf Basis aller verfügbaren Studien getroffen und lautet „wahrscheinlich nicht krebserregend“.
Die neuseeländische EPA veröffentlichte im August 2016 eine Bewertung des karzinogenen Potenzials von Glyphosat. Basierend auf der Weight-of-Evidence-Methode und unter Berücksichtigung der Qualität und Zuverlässigkeit der verfügbaren Daten ist Glyphosat demnach wahrscheinlich nicht genotoxisch und nicht krebserregend für den Menschen.
Im Rahmen des Zulassungsverfahrens wurde ein Einstufungsvorschlag bei der ECHA eingereicht, der in der Zeit von Anfang Juni bis 18. Juli 2016 kommentiert werden konnte. Der zuständige Ausschuss für Risikobewertung (RAC) der ECHA stufte am 15. März 2017 Glyphosat als Eye Damage 1, H318 und Aquatic Chronic 2, H441 ein. Laut RAC erfüllen die vorhandenen wissenschaftlichen Erkenntnisse nicht die Kriterien der CLP-Verordnung für eine Einstufung als spezifisch organtoxisch, krebserzeugend, mutagen oder reproduktionstoxisch. Die ECHA-Einstufungen basieren auf der Gefährdungsanalyse („Hazard Assessment“) und ziehen Exposition und Risiko nicht in Betracht. Auf die Frage, warum die ECHA zu einem anderen Schluss als die IARC gekommen ist, antwortete die Behörde, verschiedene Forscher könnten wissenschaftliche Erkenntnisse „unterschiedlich interpretieren und gewichten“. Zudem würden Zulassungsbehörden auch Studien der Hersteller auswerten, die nicht öffentlich zugänglich sind. Die IARC dagegen lehnt es ab, Herstellerdaten zu verwenden, die zum Zeitpunkt der Bewertung nicht der Öffentlichkeit zugänglich sind.
Seit dem 27. März 2021 müssen in der EU alle Studien veröffentlicht werden, die zur Zulassung von Lebensmittelerzeugnissen wie Pestiziden, Zusatzstoffen, Verpackungsmaterialien oder genetisch veränderten Organismen dienen. Die Verwendung geheim gehaltener Herstellerstudien zur Zulassung ist damit nicht mehr erlaubt.
Im April 2017 veröffentlichte Health Canada eine Neubewertung von Glyphosat, wonach Glyphosat nicht genotoxisch und wahrscheinlich nicht krebserregend für den Menschen ist.
In Kalifornien teilte die zuständige Behörde für Gesundheit und Umwelt (OEHHA) am 26. Juni 2017 mit, Glyphosat werde ab dem 7. Juli auf die Liste mit Chemikalien gesetzt, die krebserregend sind (Proposition 65). Zuvor hatte Monsanto den Rechtsstreit Monsanto v OEHHA verloren. Das kalifornische Gesetz sieht vor, dass Chemikalien, die vom IARC als krebserregend eingestuft werden, unter Proposition 65 gelistet werden müssen. Das OEHHA wird jedoch zeitgleich No Significant Risk Levels (NSRLs) bekannt geben, sobald die entsprechenden Produktwarnungen vom Gesetz her verlangt werden. 2019 hat die EPA als übergeordnete Behörde die Vorgabe über eine Kennzeichnungspflicht einer möglichen Krebsgefahr (Warnhinweis) für Kalifornien widerrufen. Laut EPA sei es „verantwortungslos, unkorrekte Etikettierungen zu verlangen, wenn die EPA weiß, dass keine Krebsgefahr vorliegt.“ Mit dieser Maßnahme solle verhindert werden, dass die Öffentlichkeit „in die Irre geführt“ werde.
Nach Reevaluation weiterer Daten bestätigte im Mai 2022 das RAC der ECHA seine Einstufung von 2017.

#### Bedeutende Einzelstudien und Metastudien
Eine im November 2017 publizierte umfassende prospektive Kohortenstudie von knapp 45.000 Glyphosatanwendern kam zu dem Ergebnis, dass kein statistisch signifikanter Zusammenhang zwischen Glyphosat und dem Auftreten solider Tumoren bzw. maligner Lymphome besteht. Nach Review der ECHA und EFSA ist die Exposition von Glyphosat nicht mit dem Auftreten krebsbezogener Gesundheitsauswirkungen assoziiert.

#### Gerichtsurteile
Im August 2018 wurde von einem US-amerikanischen Gericht der Glyphosat-Hersteller Monsanto zu einer Schadensersatzzahlung von 289 Millionen Dollar (rund 250 Millionen Euro) verurteilt. Kläger war der am Non-Hodgkin-Lymphom erkrankter Hausmeister Dewayne Johnson, der seine Erkrankung auf die jahrelange Nutzung glyphosathaltiger Unkrautvernichtungsmittel zurückführte. Die Geschworenenjury begründet ihre Entscheidung damit, dass Monsanto nicht ausdrücklich genug davor gewarnt habe, dass eine Krebsgefahr für den Menschen durch das Unkrautvernichtungsmittel bestünde, da der Konzern diese Gefahr bislang abstreitet.
Im September 2018 legte Monsanto Widerspruch gegen das Gerichtsurteil ein. Die Anhörung dazu fand am 10. Oktober 2018 statt. Das Urteil wurde in zweiter Instanz bestätigt, wobei jedoch die Höhe des Schadenersatz von 289 Millionen auf 78 Millionen Dollar aus formalen Gründen deutlich verringert wurde. Bayer legte Berufung gegen das Urteil ein. Nach einer Niederlage vor einem kalifornischen Berufungsgericht teilte Bayer mit, „keine Überprüfung“ beim Obersten Gerichtshof zu beantragen. Das Urteil ist damit rechtskräftig. Der Schadenersatz wurde zuletzt auf 20,5 Millionen Dollar gesenkt.
Das Bundesbezirksgericht von Kalifornien sieht in seinem Urteil vom 20. März 2019 einen „erheblichen Faktor“ bei der Entstehung der Krebserkrankung des Klägers. Bayer ging in Berufung.
Am 15. Mai 2021 bestätigte das Berufungsgericht das Urteil aus erster Instanz.
Im Mai 2019 verurteilte ein kalifornisches Gericht den Hersteller Bayer zur Zahlung von 2,05 Milliarden Dollar Schadensersatz und Strafzusatzzahlungen, weil der Unkrautvernichter krebserregend sei und Bayer nicht ausreichend davor gewarnt habe. Später wurde der Betrag auf 86,7 Millionen reduziert und Bayer ging in Berufung.
Im Juni 2020 wurde bekannt, dass sich Bayer mit einem großen Teil der etwa 125.000 Kläger in den USA auf einen Vergleich geeinigt hat. Danach sind von Bayer bis zu 10,9 Milliarden Dollar zu leisten. Nachdem der zuständige Bundesrichter signalisierte, dass er den Vergleich in der vorliegenden Form ablehnen würde, zog Bayer in Übereinstimmung mit den Klägeranwälten den Antrag zum Vergleich zurück, um Zeit für weitere Klärung zu gewinnen.
Im Oktober 2021 hat ein kalifornisches Gericht zugunsten von Bayer entschieden; hierbei befanden die Geschworenen, dass die Krebserkrankung von Ezra Clark, eines Jungen mit Non-Hodgkin-Lymphom, nicht auf die Verwendung von Roundup zurück ginge.
Ein weiteres kalifornisches Gericht hat im Dezember 2021 der Darstellung widersprochen, dass die Verwendung des glyphosathaltigen Unkrautvernichtungsmittels Roundup zu der Entstehung eines Non-Hodgkin-Lymphoms bei der Klägerin Donnetta Stephens geführt habe.
Im Juni 2022 entschied die Jury eines Gerichtes in Kansas City zugunsten von Bayer: Hierbei hat die Verwendung des Herbizides nicht zur Krebserkrankung des Klägers Allan Shelton geführt.
Ein Geschworenengericht in Oregon hatte wenige Tage danach einstimmtig geurteilt, dass die Verwendung von Glyphosat nicht für die Krebserkrankung eines Mannes verantwortlich ist.
Im Herbst 2023 wurde die Bayer AG in den USA in einem Prozess zu Schadenersatzzahlungen verurteilt, nachdem der Pharmakonzern zuvor neun Prozesse wegen ähnlicher Ansprüche gewonnen hatte. Bayer hat angekündigt, gegen das Urteil in Berufung zu gehen. Bayer habe ein milliardenschweres Programm aufgelegt, um den Großteil der Klagen – ohne Haftungseingeständnis – beizulegen. Etwa 9,5 Milliarden Dollar (Stand Januar 2024) wurden dafür bereits aufgewandt, 54.000 Klagen seien noch offen.

### Teratogenität
Eine 2016 veröffentlichte systematische Übersichtsarbeit von Beobachtungsstudien, die einen möglichen Zusammenhang zwischen Glyphosatexposition und Teratogenität (unter anderem im Kontext des gv-Sojaanbaus in Südamerika) untersucht hatten, kam zu dem Schluss, dass es gemäß dem gegenwärtigen epidemiologischen Erkenntnisstand keine Hinweise auf ein teratogenes Potenzial glyphosatbasierter Pflanzenschutzmittel gibt. Die Beobachtungsstudien waren methodisch von schlechter Qualität.

#### Kontroverse um Paganelliet al., 2010
In einer argentinischen Studie unter Leitung von Andrés Carrasco wurde gezeigt, dass Glyphosat-basierte Herbizide (GBH) in sehr hoher Dosierung Neuralleistendefekte und kraniofaziale Fehlbildungen beim Krallenfrosch und bei Hühnerembryonen verursachen können. Die Studie beschreibt eine Übereinstimmung bei den unter Laborbedingungen festgestellten Missbildungen mit Missbildungen bei Menschen, die während der Schwangerschaft Glyphosat ausgesetzt waren.
Die in der Fachzeitschrift Chemical Research in Toxicology veröffentlichten Ergebnisse waren Gegenstand von EU-Beratungen 2010. Nachdem das Bundesamt für Verbraucherschutz und Lebensmittelsicherheit für Deutschland eine Bewertung der Studie verfasst hatte, der sich die anderen Mitgliedsstaaten anschlossen, kam die EU-Kommission zu dem Schluss, dass die Studie keine Relevanz für die gegenwärtige Risikobewertung von Glyphosat und GBH für den Menschen hat. Als Gründe werden angeführt:
- Von Krallenfrosch- und Hühnerembryonalentwicklung im Wasser bzw. in (Hühner-)Eiern kann wegen erheblicher toxikokinetischer Unterschiede nicht auf die Embryonalentwicklung in utero geschlossen werden. Geeignetere Studien an Ratten und Kaninchen erbrachten keine Hinweise auf ein teratogenes Potential von Glyphosat.
- Der Expositionsweg der Co-Kultivierung von Krallenfroscheiern mit GBH, Injektion von Glyphosat in Krallenfroschembryonen und Injektion von GBH in Hühnereier, ist hoch artifiziell und komplett irrelevant für eine Risikobewertung für den Menschen. Die Exposition beim Menschen würde primär über Haut und Atmung erfolgen.
- In zahlreichen verfügbaren Entwicklungstoxizitätsstudien an Säugetieren wurden auch bei hohen getesteten Dosen keine Hinweise auf Teratogenität gefunden.
- Es gibt keine epidemiologischen Studien, die einen Zusammenhang zwischen einer Exposition an Glyphosat und einer erhöhten Inzidenz an teratogenen Effekten aufzeigen.

Monsanto erklärte, die Ergebnisse seien angesichts der verwendeten Methode und unrealistischen Expositionszenarien nicht überraschend. So seien bereits in einer Studie aus dem Jahr 1985 mit derselben Methode Fehlbildungen durch Koffein festgestellt worden. Laut Monsanto ist diese Methode weder relevant für menschliche Gesundheitseffekte, noch werde sie von Zulassungsbehörden angewandt.
2011 veröffentlichte die Fachzeitschrift drei Briefe an den Herausgeber, welche die verwendete Methode und die Interpretation der Ergebnisse kritisierten. Carrasco verteidigte in einer Antwort die Studie.

### Andere Krankheiten
Eine 2011 veröffentlichte Übersichtsarbeit untersuchte epidemiologische Studien zu Glyphosat und anderen Krankheiten als Krebs zusammen: Atemwegserkrankungen, Diabetes, Herzinfarkt, Reproduktions- und Entwicklungsstörungen, rheumatoide Arthritis, Schilddrüsenerkrankungen, und die Parkinson-Krankheit. Die Übersichtsarbeit fand keine Belege für einen kausalen Zusammenhang zwischen Glyphosatexposition und irgendeiner dieser Krankheiten.
Eine 2012 veröffentlichte Übersichtsarbeit fasste epidemiologische Studien, Tierstudien und Studien, die Mechanismen eines möglichen Kausalzusammenhangs zwischen Glyphosat und Reproduktions- und Entwicklungsstörungen untersuchten, zusammen. In den Daten zeigte sich kein konsistenter Effekt durch Glyphosatexposition. Auch sei kein plausibler Mechanismus verdeutlicht worden. Toxizität wurde in manchen Studien zu Gemischen mit anderen Stoffen beobachtet, es gebe aber starke Belege, dass diese toxischen Effekte mit anderen Stoffen, und nicht Glyphosat, in Zusammenhang stehen. Die Übersichtsarbeit untersuchte auch die Glyphosatexposition und fand extrem niedrige Werte. Die geschätzte Exposition lag mehr als 500-mal niedriger als die orale Referenzdosis der USEPA. Die Übersichtsarbeit kommt zu dem Schluss, dass es keine soliden Belege für einen Zusammenhang zwischen Glyphosat und Reproduktions- und Entwicklungsstörungen bei realistischen Expositionsszenarien gebe.
Eine Übersichtsarbeit von 2022 kommt zu den Schluss, dass keine Hinweise für einen Kausalzusammenhang zwischen einer Glyphosatexposition beim Menschen und neurologischen Schäden bzw. Krankheiten bestehen.

### Wirkungen auf Tiere
Monika Krüger und ihr Team stellten in mehreren Studien von 2013 bis 2015 eine mögliche Verbindung zwischen Glyphosat und viszeralem Botulismus durch Störungen der Darmflora (Dysbiose) her. Laut Aussage des BfR von 2012 lagen bis dahin noch keine empirischen Hinweise dafür vor. Beim Ames-Test mit Salmonellen und Escherichia coli, der der Untersuchung der Mutagenität dient, konnte als Nebenbefund selbst bei hohen Konzentrationen keine antibakterielle Wirkung auf die beiden Arten festgestellt werden. Fütterungsversuche mit Nagern, Kühen, Hunden und Ziegen konnten keine langfristigen Krankheitssymptome ausmachen, die auf eine Störung der Darmflora hindeuten.
Der akute orale LD50-Wert für die Virginiawachtel liegt bei 4971 mg a.e./kg Körpergewicht für Glyphosatsäure (a.e. für acid equivalent) und 1742 mg a.e./kg Körpergewicht für Glyphosat in einer Roundup-Formulierung. Im 8-Tage-Fütterungstest wurde die LC50 bei Wachtel und Stockente mit > 4640 mg/kg Futter bestimmt. In Langzeit-Fütterungsstudien (20 Wochen) mit Stockenten und Virginiawachteln waren unterhalb von 1000 mg a.e. Glyphosat/kg Futter keine Schadwirkungen feststellbar. Für die kleinere Virginiawachtel entspricht dies einer täglichen Aufnahme von 93 mg pro Kilogramm Körpergewicht. Als akute orale LD50 wurden bei der Ratte 4275 mg a.e./kg Körpergewicht für Glyphosatsäure und 1550 mg a.e./kg für das ursprüngliche Roundup-Produkt (MON 2139) bestimmt.
Bei der Honigbiene liegt die letale Dosis für die Aufnahme mit der Nahrung bei 100 µg a.e. Glyphosat/Biene, im direkten Kontakt zur Sprühlösung bei > 100 µg a.e./Biene. Beim Vergleich mit den üblichen Ausbringungsraten stellt Glyphosat nur ein geringes Schadensrisiko für Bienen dar, auch bei chronischer Exposition für erwachsene Tiere und Larven.
Regenwürmer reagieren je nach Art unterschiedlich empfindlich auf Glyphosat. Beim Kompostwurm liegt die LD50 bei mehr als 2300 bzw. 1550 mg a.e./kg Erde für Glyphosatsalz bzw. Roundup. Die NOEC für den Kompostwurm wurde mit 118,7 mg a.e./kg ermittelt. Ein Review von 2016 stellte fest, dass sich Glyphosat meistens nur geringfügig und temporär auf die Bodenfunktion auswirkt, aber bei manchen Regenwurmarten einen Effekt zeigt. Die Autoren sehen weiteren Forschungsbedarf auf den Einfluss Glyphosats auf Regenwürmer in komplexen Ökosystemen.
Fische reagieren empfindlicher auf Glyphosat. Als LC50 (96 Stunden) wurden bei der Forelle 86 mg/l Wasser und beim Sonnenbarsch 120 mg/l festgestellt.
Die niedrigste ermittelte LC50 für eine Fischart wird von Wissenschaftlern von Monsanto mit 1,7 mg a.e./l angegeben.
Eine Studie aus dem Jahr 2010 untersuchte beim neuseeländischen Süßwasserfisch Galaxias anomalus, wie sich im Jugendstadium der Befall mit dem parasitären Saugwurm Telogaster opisthorchis mit und ohne Glyphosatexposition auf die Lebenserwartung und auf Missbildungen an der Wirbelsäule auswirkte. Wurden die Fische entweder nur Glyphosat oder dem Wurm ausgesetzt, waren bezüglich der Lebenserwartung keine Unterschiede feststellbar. Signifikant geringere Überlebensraten ergaben sich bei Befall mit dem Saugwurm und gleichzeitiger Glyphosatexposition. Die Rückenmarksmissbildungen waren bei Vorhandensein beider Stressoren nicht signifikant stärker ausgeprägt als bei alleinigem Saugwurmbefall.
Tatsächlich beobachtete Expositionswerte liegen deutlich unter den geringsten letalen Konzentrationen. Der bei einer 2002 durchgeführten Untersuchung von 51 Gewässern im mittleren Westen der USA maximal gemessene Expositionswert betrug 8,7 µg a.e./l und 95 % der Werte lagen zwischen 0,45 und 1,5 µg a.e./l. An 30 in den Jahren 2004 und 2005 untersuchten Standorten im südlichen Ontario betrug der maximale beobachtete Expositionswert 40,8 µg a.e./l. In Feuchtgebieten mit bekannten Amphibienpopulationen lagen die Werte typischerweise unter 21 µg a.e./l.
In einer Literaturstudie aus dem Jahr 2021 wurden 73 Artikel ausgewertet, die in-situ Konzentrationen von Glyphosat in Süßwassersystemen angegeben hatten. Diese Süßwassersysteme befanden sich in 21 Ländern, wovon 90 % keine Beschränkungen bezüglich der Glyphosatkonzentration in Wasser ausgewiesen hatten. Die Autoren kamen zu dem Schluss, dass in 95 % der untersuchten Länder die Glyphosat-Belastung ein moderates bis hohes Risiko darstelle. Die maximale Konzentration, von der berichtet wurde, lag bei 105 mg/l. Dabei bewerteten die Autoren eine Glyphosat-Konzentration von über 1 μg/l mit einem hohen Risiko.

### Wirkungen auf Pilze und Mikroorganismen
Bei Bodenbakterien sind die Nitrifikation und die Hydrolyse von Harnstoff die gegenüber Glyphosat empfindlichsten Prozesse, sie werden bei Konzentrationen von mehr als 5 mg a.e./kg Boden gehemmt. Glyphosat erhöht den Befall mit Wurzelpilzen (Fusarium, ein parasitärer Schadpilz vor allem bei Getreide und Mais) und behindert die Ansammlung von Knöllchenbakterien.
Bei den obligat parasitischen Pilzen Braunrost des Weizens, Gelbrost sowie dem Asiatischen Sojabohnenrost auf glyphosatresistenten Pflanzen konnte eine fungizide Wirkung von Glyphosat festgestellt werden.
Das von Glyphosat blockierte Enzym EPSPS liegt in Pilzen größtenteils mit zwei bis acht Proteindomänen vor. Je nach Anzahl der Domänen können Pilze unterschiedlich sensitiv auf Glyphosat reagieren. EPSPS mancher Pilze zeigt aber auch eine Resistenz. Die Fadenpilzart Purpureocillium lilacinum baut Glyphosat ab und nutzt es dann als Substrat, auch wenn seine EPSPS sensitiv auf Glyphosat reagieren kann.

### Hormesis
In niedrigen Dosen kann Glyphosat stimulierende Effekte auf Pflanzen haben (Hormesis). Studien mit mehreren Pflanzenarten verschiedener botanischer Kategorien zeigten hormetische Effekte bei Dosen zwischen 1,8 und 25 g a.e. (=acid equivalent, deutsch Säureäquivalent) pro Hektar. Zu den nachgewiesenen Effekten gehören beispielsweise eine Beschleunigung der Elektronentransportkette und der Kohlenstoffdioxid-Assimilation, höherer Ertrag und erhöhte Biomassequalität. Allerdings liegen hormetische und phytotoxische Dosen nah beieinander und sind umweltabhängig, was eine Nutzung von Glyphosat zur Ertragserhöhung erschwert. Die hormetischen Effekte sind meist nur von kurzer Dauer, Ertragssteigerungen unter Feldbedingungen wurden nur selten nachgewiesen. Glyphosatresistente Pflanzen zeigen keine hormetischen Effekte. Die einer solchen Hormesis zugrunde liegenden Mechanismen sind nicht bekannt.

## Indirekte und systemische Umweltwirkungen

### Unterstützung konservierender Bodenbearbeitung
Die Kombination aus Glyphosatanwendung und konservierender Bodenbearbeitung (pflugloser Bodenbearbeitung) führt oft zu betriebswirtschaftlichen Vorteilen. Da auf das aufwändige Pflügen verzichtet wird, benötigt die konservierende Bodenbearbeitung unter geeigneten Umständen weniger Arbeitskraft und Energie, Bodenerosion und schädliche Bodenverdichtung werden vermindert sowie die Bodenfeuchte besser erhalten. Ein typischer Nachteil hierbei ist ein erhöhter Unkrautdruck, wodurch sich der Einsatz von Herbiziden deutlich erhöht.
Das deutsche Umweltbundesamt gab im Januar 2014 eine Pressemitteilung heraus, in der es die großflächige Ausbringung von Glyphosat in Verbindung mit einer Einschränkung der biologischen Vielfalt bringt. Eine effektive (pfluglose) Unkrautbekämpfung ließe sich jedoch auch durch vielfältige Fruchtfolgen, Zwischenfruchtbau und Eggen realisieren, und so die ausgebrachten Glyphosatmengen reduzieren.
Zusammen mit glyphosattoleranten Sojabohnen hat Glyphosat Perry et al. (2016) zufolge die Verbreitung konservierender Bodenbearbeitung in den USA im Zeitraum 1998–2011 um 10–20 % gesteigert.

### Effekte durch Ersatz anderer Unkrautbekämpfungsmaßnahmen
Der Einsatz glyphosatresistenter Pflanzen hat generell den Einsatz von Glyphosat erhöht und den Einsatz anderer Herbizide gesenkt. Glyphosat ist im Durchschnitt umweltfreundlicher als die Herbizide, die es ersetzt. Glyphosat bindet schneller an den Boden, was das Auswaschungsrisiko verringert. Glyphosat wird durch Bodenbakterien biologisch abgebaut, und seine Giftigkeit für Säugetiere, Vögel und Fische ist gering. Im Gegensatz zu anderen Herbiziden ist Glyphosat nur eine relativ kurze Zeit im Boden nachweisbar. Schätzungen der Umwelteffekte des Ersatzes anderer Herbizide wurden anhand des Environmental Impact Quotient (EIQ) von Brookes und Barfoot im Kontext einer von Monsanto initiierten Studie durchgeführt. Nach diesen Schätzungen sank in den meisten Ländern die durchschnittlich eingesetzte Herbizidwirkstoffmenge beim Anbau glyphosatresistenter Pflanzen im Vergleich zum Anbau nicht-glyphosatresistenter Pflanzen und die Substitution führte zu einer geringeren Umweltbelastung (auch in vereinzelten Fällen, in denen die Herbizidwirkstoffmenge anstieg). Beim Anbau glyphosatresistenter Pflanzen hat der Einsatz von Glyphosat und anderer Herbizide in den letzten Jahren durch zunehmende Probleme mit glyphosatresistenten Unkräutern zugenommen. Dennoch sei gemäß Schätzungen der Autoren das Umweltprofil des Einsatzes von Herbiziden beim Anbau glyphosatresistenter Pflanzen günstiger geblieben als beim Anbau nicht-glyphosatresistenter Pflanzen. Brookes und Barfoot (2014) schätzen, dass zwischen 1996 und 2012 weltweit insgesamt 242,55 Mio. kg Herbizidwirkstoffe durch den Anbau herbizidtoleranter (überwiegend glyphosatresistenter) Pflanzen eingespart worden seien, davon 203,2 Mio. kg bei Mais. Der EIQ des Herbizideinsatzes sei bei allen Pflanzen und in allen untersuchten Ländern (in unterschiedlichem Ausmaß) gesunken.
Laut der JKI-Folgenabschätzung (2015) des Verzichts auf Glyphosat in Deutschland seien im Apfelanbau nur chemische Alternativen zugelassen, die ungünstigere ökotoxikologische Eigenschaften aufweisen. Für den Ackerbau konnte – mit Ausnahme des Wirkstoffes Deiquat für die Sikkation in Raps – keine chemische Alternative identifiziert werden. Auch die nichtchemischen Alternativen weisen laut JKI nachteilige Umweltwirkungen auf. Insbesondere hinsichtlich der indirekten Wirkungen auf die Biodiversität über trophische Interaktionen dürften auf den Zielflächen nur geringe Unterschiede zwischen nichtchemischer Unkrautbekämpfung und der Anwendung von Glyphosat zu erwarten sein. Bezüglich anderer Auswirkungen – wie ökotoxikologische Aspekte hinsichtlich Amphibien und Algen gegenüber Bodenleben und Erosion – könne die Folgenabschätzung keine abschließende Beurteilung treffen.

### Glyphosatresistente Unkräuter

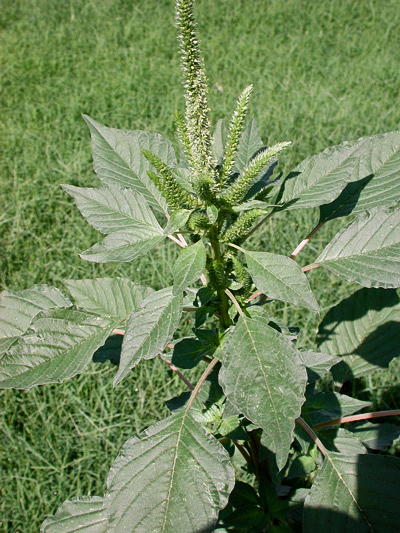
Amaranthus palmeri gehört zu den bekanntesten glyphosatresistenten Unkräutern

In derselben Weise wie bei anderen Herbiziden kann der kontinuierliche und einseitige Einsatz von Glyphosat die Entwicklung resistenter Unkräuter begünstigen. In der öffentlichen Diskussion werden glyphosatresistente (GR) Unkräuter manchmal als „Superunkräuter“ (englisch Superweed) bezeichnet. Heute gibt es weniger Unkräuter mit Resistenzen gegen Glyphosat als gegen einige andere Herbizide. Aufgrund der breiten Verwendung von Glyphosat sind die Auswirkungen von GR Unkräutern jedoch signifikant, insbesondere für glyphosattolerante (GT) Nutzpflanzen.
Bis 2003 wuchs die Zahl von GR Unkräutern nur langsam, danach aber schneller. Mitte 2017 waren 38 GR Unkräuter bekannt, 17 davon in den USA. In den USA treten GR Unkräuter besonders häufig bei GT Mais, GT Soja und GT Baumwolle auf und werden durch die typische Fruchtfolge GT Soja – GT Mais begünstigt.
Vor diesem Hintergrund werden Maßnahmen empfohlen, die den Selektionsdruck auf Unkräuter reduzieren, und es wird eine breiter gefächerte Unkrautbekämpfung empfohlen. Als Möglichkeiten werden genetische Innovationen, neuartige full-dose-Herbizidmischungen und Alternativen zu Glyphosat genannt. Mechanische und feinmechanische Ackerbauverfahren sowie pflanzenbauliche Praktiken wie Pflanz- und Fruchtfolgeplanung werden angeraten, um die Abhängigkeit von Glyphosat zu reduzieren. Dies sei erforderlich, damit die Vorteile von Glyphosat in Zukunft weiterhin genutzt werden können.

## Diethylentriaminpentakis(methylenphosphonsäure) als Quelle von Glyphosat
Mittels einer Metaanalyse und Modellrechnungen wurde 2024 gezeigt, dass sich die Konzentrationsverläufe von Glyphosat in europäischen Flüssen nicht alleine durch die herbizide Verwendung von Glyphosat erklären lassen. Glyphosat ist ein Abbauprodukt von Diethylentriaminpentakis(methylenphosphonsäure) (DTPMP), das aus Waschmitteln (als Wasserenthärter), industriellen Reinigungsmitteln usw. über Kläranlagen in großen Mengen in die Gewässer gelangt. In einer im März 2025 veröffentlichten Studie wurde diese Vermutung bestätigt.

## Regulierung

### Europa

#### Europäische Union
In der EU ist die Anwendung von Glyphosat zugelassen. Die erlaubte Tagesdosis (ADI) beträgt 0,5 und die annehmbare Anwenderexposition 0,1 Milligramm pro Kilogramm Körpergewicht und Tag.
Grenzwerte für Rückstandshöchstgehalte in Lebensmitteln werden immer auf eine Wirkstoff/Kultur-Kombination bezogen und berücksichtigen die jeweilige Anwendungsart. Für Glyphosat sind folglich je nach Kultur und Anwendungsart unterschiedliche Rückstandshöchstgehalte festgelegt. Der Rückstandshöchstgehalt für den Einsatz als Mittel zur Bekämpfung von Wildkräutern in Getreidekulturen liegt zum Beispiel für Buchweizen und Reis bei 0,1 mg je Kilogramm Erntegut. Wird Glyphosat zur Vorerntebehandlung (Sikkation) eingesetzt, dann gilt für Weizen und Roggen beispielsweise ein Rückstandshöchstgehalt von 10 mg je Kilogramm Erntegut, also ein um den Faktor 100 erhöhten Wert im Vergleich zu anderen Getreidearten.
Die aktuelle EU-Zulassung wurde 2002 erteilt und sollte ursprünglich zum 31. Dezember 2015 auslaufen. Im Rahmen der routinemäßigen Überprüfung der Genehmigung von Pflanzenschutzmittelwirkstoffen hat das Bundesinstitut für Risikobewertung (BfR) die gesundheitliche Risikobewertung im Dezember 2013 abgeschlossen. Die Analyse von zahlreichen neuen Dokumenten ergab keine Hinweise auf eine krebserzeugende, reproduktionsschädigende oder fruchtschädigende Wirkung durch Glyphosat bei Versuchstieren. Sie ergab keinen Anlass, die gesundheitlichen Grenzwerte wesentlich zu verändern. Im Februar 2015 wurde auf einem Expertentreffen bei der Europäischen Behörde für Lebensmittelsicherheit (EFSA) der revidierte Bewertungsbericht des Bundesinstituts für Risikobewertung (BfR) zur gesundheitlichen Bewertung von Glyphosat vorgestellt. Der Bericht wurde daraufhin ein weiteres Mal vom BfR ergänzt. Diese Revision umfasst u. a. neu hinzugefügte Bewertungstabellen und redaktionelle Ergänzungen zur Klarstellung einiger Sachverhalte. Das BfR hat diese ergänzte revidierte Fassung des Berichtes am 1. April 2015 dem Bundesamt für Verbraucherschutz und Lebensmittelsicherheit (BVL) zur Weiterleitung an die EFSA übersandt und damit seine Zuarbeit im EU-Genehmigungsverfahren abgeschlossen.
Im März 2014 machte die EFSA die BfR-Neubewertung von Glyphosat bekannt und gab bis zum 11. Mai 2014 die Möglichkeit zur öffentlichen Kommentierung. Am 20. Oktober 2015 verlängerte die EU-Kommission die ursprünglich bis Ende 2015 gültige Zulassung bis zum 30. Juni 2016, da sich die Neubewertung aus Gründen verzögerte, auf die die Antragsteller keinen Einfluss hatten. Am 12. November 2015 veröffentlichte EFSA die Zusammenfassung der toxikologischen Bewertung von Glyphosat. Nachdem in den zuständigen Ausschüssen von Vertretern der EU-Mitgliedsländer keine qualifizierte Mehrheit für oder gegen eine Neuzulassung zustande gekommen war, verlängerte die Kommission die Genehmigung im Juni 2016 um weitere 18 Monate bis Ende 2017.
Im Januar 2017 gab die EU-Kommission die Annahme einer von den Organisationen WeMove, Campact, Global 2000 und Greenpeace unterstützten Europäischen Bürgerinitiative (EBI) bekannt. Hierdurch sollte der EU-Kommission vorgeschlagen werden, den Mitgliedsstaaten ein Glyphosatverbot zu unterbreiten sowie die Genehmigungsverfahren für Pflanzenschutzmittel zu überarbeiten., Da die geforderte Anzahl von Unterschriften erreicht wurde war die EU-Kommission gehalten, bis zum 8. Januar 2018 zu antworten.
Die EU-Staaten verschoben am 25. Oktober 2017 eine Abstimmung über eine Verlängerung der Zulassung von Glyphosat. Die EU-Kommission hatte eine zehnjährige Verlängerung vorgeschlagen, für die es unter den EU-Staaten keine Mehrheit gab. Im zuständigen Expertenausschuss der Mitgliedstaaten fand ein revidierter Vorschlag der EU-Kommission, die Zulassung für fünf Jahre zu erneuern, am 9. November weder eine qualifizierte Mehrheit dafür noch dagegen.
Am 27. November 2017 stimmte eine qualifizierte Mehrheit der EU-Staaten schließlich einer Verlängerung der Zulassung um weitere fünf Jahre zu. Während 18 Mitgliedsländer, darunter auch Deutschland, das sich bisher stets enthalten hatte, dem Vorschlag der EU-Kommission zustimmten, stimmten neun Länder (Frankreich, Italien, Belgien, Österreich, Griechenland, Zypern, Malta, Kroatien und Luxemburg) dagegen. Portugal enthielt sich als einziges Land seiner Stimme.
Bei seiner Zustimmung setzte sich der deutsche Landwirtschaftsminister Christian Schmidt (CSU), angeblich ohne Abstimmung mit der Bundeskanzlerin, über die Geschäftsordnung der Bundesregierung hinweg; denn Umweltministerin Barbara Hendricks (SPD) hatte einer weiteren Zulassung nicht zugestimmt. Gemäß üblichem Vorgehen hätte sich Deutschland also enthalten müssen, da die beiden in die Entscheidung involvierten Minister unterschiedlicher Auffassung waren. Sein Alleingang in der Glyphosat-Entscheidung galt als der „politische Affront des Jahres 2017“. Andrea Nahles (SPD) nannte diesen Vorgang, der im Vorfeld der Gespräche für eine mögliche Große Koalition nach der Wahl zum 19. Bundestag stattfand, einen „schweren Vertrauensbruch“. Die Grünen forderten Schmidts Rücktritt, die FDP stellte die Koalitionsfähigkeit infrage.
Die EU-Kommission hatte Ende 2022 entschieden, die befristete Zulassung um ein weiteres Jahr bis am 15. Dezember 2023 zu verlängern. Am 6. Juli 2023 bewertete die EFSA nach dreijähriger Auswertung mögliche Auswirkungen von Glyphosat auf die Gesundheit von Mensch, Tier und Umwelt erneut; es „wurden keine kritischen Bereiche ermittelt, die Anlass zur Sorge geben“. Ungeklärt bleibt allerdings die Bewertung des ernährungsbedingten Risikos für Verbraucher und jene der Risiken für Wasserpflanzen sowie die Auswirkungen auf die Artenvielfalt. Die Europäische Kommission hat eine Verlängerung der Zulassung für Glyphosat auf EU-Ebene um weitere zehn Jahre vorgeschlagen, dies fand im Oktober und November 2023 keine qualifizierte Mehrheit. Die EU-Kommission die Zulassung von Glyphosat im November 2023 unter Auflagen für weitere zehn Jahre verlängert. Anfang Februar 2024 kündigte Ursula von der Leyen vor dem Europaparlament in Straßburg an, die umstrittene Pestizidverordnung Sustainable Use Regulation (SUR) zur Verringerung des Pestizideinsatzes in der Europäischen Union zurückzuziehen. Mit einem neuen Vorschlag sei nicht mehr vor den Europawahlen zu rechnen.
Die Aurelia Stiftung hat aufgrund der völkerrechtlich verbindlichen Aarhus-Konvention vor dem EU-Gericht in Luxemburg Klage gegen die Zulassungsverlängerung durch EU-Kommission eingereicht.

#### Dänemark
In Dänemark ist der Einsatz von Glyphosat zur Reifebeschleunigung (Sikkation) ab der Ernte 2018 untersagt.

#### Deutschland
In Deutschland sind 58 glyphosathaltige Pflanzenschutzmittel (Stand: April 2023) zugelassen.
Die Einhaltung von Grenzwerten bei Glyphosatrückständen in Nahrungsmitteln wird durch die behördliche Lebensmittelüberwachung kontrolliert. Von bundesweit 1112 untersuchten Proben im Jahr 2011 waren 1066 (95,86 %) frei von Rückständen (unterhalb der Nachweisgrenze). Von den 4,13 % der Proben mit Rückständen (Messwerte oberhalb der Nachweisgrenze) wurden etwa drei Viertel aufgrund von Werten oberhalb des zulässigen Höchstgehaltes beanstandet.
In der Vergangenheit hatte das BVL die Zulassungsinhaber von entsprechenden Pflanzenschutzmitteln zu einem Austausch der polyethoxylierten Alkylamine gegen andere Netzmittel aufgefordert. Dieser Austausch sei nach Angaben des BfR mittlerweile bereits erfolgt.
Das Bundesamt für Verbraucherschutz und Lebensmittelsicherheit (BVL) legte im Mai 2014 eine unmittelbar geltende Begrenzung von Glyphosat und glyphosathaltigen Produkten fest. In einem Kalenderjahr dürfen glyphosathaltige Pflanzenschutzmittel nur noch höchstens zweimal und im zeitlichen Abstand von mindestens 90 Tagen auf derselben Fläche ausgebracht werden. Die Wirkstoffmenge darf 3,6 kg pro Hektar und Jahr nicht überschreiten. Die Spätanwendung in Getreide wird auf solche Teilflächen begrenzt, bei denen Unkrautdurchwuchs eine Beerntung unmöglich macht. Die Anwendung zur Sikkation ist nur noch erlaubt, wenn eine Beerntung ohne Behandlung nicht möglich ist (wenn Getreide ungleichmäßig abreift); die Verwendung zur Steuerung des Erntetermins ist untersagt.
Das Bundesamt für Verbraucherschutz und Lebensmittelsicherheit hat für die Anwendung geeignete Schutzkleidung und Schutzhandschuhe in seinen Anwendungsbestimmungen festgelegt.
Die bayerische Molkereigenossenschaft Milchwerke Berchtesgadener Land Chiemgau hat als erste große Molkerei in Deutschland für ihre Lieferanten seit dem 25. Oktober 2017 ein Anwendungsverbot von Glyphosat erlassen. Diese Entscheidung wurde vom Aufsichtsrat einstimmig beschlossen.

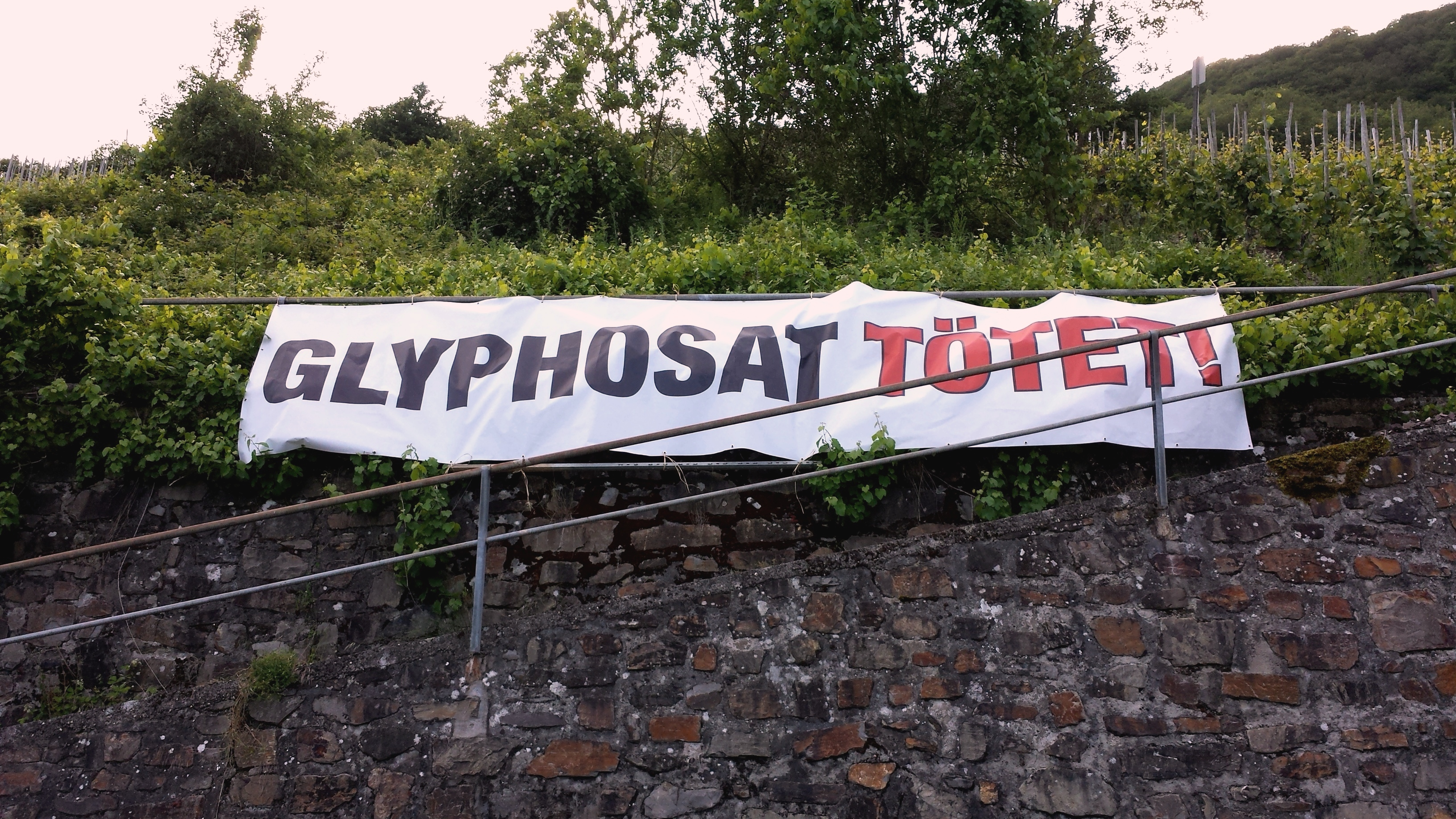
Protestbanner gegen die Nutzung von Glyphosat als Unkrautvernichter in Bremm an der Mosel

Die Bundesregierung beabsichtigt (Stand: Februar 2020) „den Einsatz von Glyphosat mit einer Änderung der Pflanzenschutz-Anwendungsverordnung deutlich einzuschränken. Ein Inkrafttreten wird möglichst bald im Jahre 2020 für private Gärten angestrebt.“ Eine Initiative der Umweltministerin Hendricks im Jahr 2017 scheiterte am Widerstand des Landwirtschaftsministers Schmidt.
Die Bundesministerin für Umwelt, Naturschutz und nukleare Sicherheit, Svenja Schulze, strebt ein Verbot ab 2023 auch für Landwirtschaftsunternehmen an. Nach Aussage des Bund für Umwelt und Naturschutz Deutschland (BUND) vom März 2018 verzichteten 181 deutsche Kommunen bei der Pflege ihrer Grün- und Freiflächen auf Glyphosat.
Das Bundesministerium für Umwelt, Naturschutz und nukleare Sicherheit beschloss am 4. September 2019 das umfangreiche Aktionsprogramm Insektenschutz. Dem Erhalt der Artenvielfalt der Insekten sollen auch strengere Regeln für den Pestizid-Einsatz dienen: „Der Bund wird mit einer systematischen Minderungsstrategie ab 2020 den Einsatz glyphosathaltiger und wirkungsgleicher Pflanzenschutzmittel durch Änderung der Pflanzenschutz-Anwendungsverordnung deutlich einschränken und den Einsatz glyphosathaltiger Pflanzenschutzmittel bis 2023 komplett beenden.“ Die Entscheidung wurde mit dem Verlust der Artenvielfalt begründet.
Im Februar 2021 einigte sich die Bundesregierung auf ein gesetzliches Verbot für Glyphosat innerhalb Deutschlands bis Ende 2023. Das geplante Insektenschutzgesetz wurde jedoch bisher nicht von Bundestag und Bundesrat verabschiedet. Per „Eilverordnung hat Bundeslandwirtschaftsministerium das vollständige Anwendungsverbot von Glyphosat bis zum 30. Juni 2024 ausgesetzt.“ Bis dahin sollte durch die Änderung der Pflanzenschutz-Anwendungsverordnung (siehe Pflanzenschutzgesetz) eine europarechtskonforme Anpassung der Verordnung erfolgen.

##### Hessen
Im Jahr 2015 verbot Hessen den Einsatz von Glyphosat auf kommunalen Flächen. In der Kommune Felsberg wird mit vergleichbarer Wirkung ein Heißwasser-System eingesetzt.

#### Österreich
In Österreich sind 23 glyphosathaltige Herbizide zugelassen (Stand: April 2023). Als Reaktion auf die Brüsseler Beschlüsse vom 28. November 2017 versucht die SPÖ des neu gewählten Nationalrates einen Gesetzesantrag für ein nationales Verbot von Glyphosat.
Seit 29. November 2017 dürfen die Milchbauern mehrerer Marken der Molkerei Berglandmilch (Schärdinger, Tirol Milch und Stainzer Milchbauern) kein Glyphosat mehr verwenden. Laut Greenpeace verzichteten im April 2018 annähernd ein Viertel der Gemeinden im Österreich auf den Einsatz von Glyphosat. In Kärnten ist der Einsatz seit 1. Februar 2018 auf öffentlichen Flächen verboten. Das im Dezember 2017 in Kärnten beschlossene Totalverbot wurde von der EU-Kommission im März 2018 gekippt. Im Dezember 2018 wurde bekannt, dass Kärnten ein Verbot für die private Anwendung erlassen will. Die Gesetzesnovelle soll bis spätestens Ende Jänner 2019 im Landtag beschlossen werden.

#### Portugal
Bis März 2018 haben sich zwölf Kreisstädte (Concelhos) und 20 Gemeinden (Freguesias) verbindlich verpflichtet, kein Glyphosat in den kommunalen Grünanlagen und Betrieben (Gärtnereien, Baumschulen usw.) einzusetzen und deren Vermeidung im Kreis- oder Gemeindegebiet zu fördern, darunter auch Städte wie Porto, Braga oder Funchal, Hauptstadt der Insel Madeira. Auch einige Stadtgemeinden der Hauptstadt Lissabon schlossen sich an, etwa Estrela.

#### Frankreich
Der französische Präsident Emmanuel Macron beabsichtigt Glyphosat bis 2021[veraltet] vom Markt zu nehmen.
Am 15. Januar 2019 widerrief das Verwaltungsgericht Lyon die Zulassung für das Produkt Roundup Pro 360, ein spezielles glyphosathaltiges Unkrautvernichtungsmittel. Das Gericht stützte sich auf das in der französischen Verfassung verankerte Vorsorgeprinzip und berief sich auf wissenschaftliche Studien und Tierversuche, die ergeben hätten, dass die Gesamtzusammensetzung bei dieser Formulierung giftiger sei als der Wirkstoff Glyphosat an sich. Im März 2017 war Roundup Pro 360 von der Agence nationale de sécurité sanitaire de l’alimentation, de l’environnement et du travail (Anses) zugelassen worden.

#### Schweiz
Für die Zulassung in der Schweiz ist das Bundesamt für Landwirtschaft zuständig; Beurteilungsstellen sind zusätzlich das Bundesamt für Lebensmittelsicherheit und Veterinärwesen, das Bundesamt für Umwelt und das Staatssekretariat für Wirtschaft. Am 10. April 2023 waren 53 glyphosathaltige Herbizide zugelassen. Im Gegensatz zur EU ist die Sikkation mit Herbiziden in der Schweiz verboten. Eine Motion der grünen Partei für ein Verbot von Glyphosat bis mindestens 2022 wurde vom Bundes- und Nationalrat abgelehnt. Ein Postulat zu einer Studie der Behörden zur Festlegung der Modalitäten zu einem möglichen Schrittweisen Ausstieg aus der Verwendung von Glyphosat wurde vom Bundesrat in Hinsicht auf die internationalen Unsicherheiten unterstützt. Im Jahr 2017 wollte der Bund die Grenzwerte für Glyphosat in der Gewässerschutzverordnung von 0,1 auf 10 Mikrogramm (μg) pro Liter Wasser erhöhen. Nach Kritik in der Vernehmlassung hat sich das UVEK aber gegen eine Erhöhung des bestehenden Grenzwerts entschieden.

### Amerika

#### Brasilien
In Brasilien bestand ein temporäres Verbot von Glyphosat von 2018 bis 2019. Dies wurde aufgehoben, nachdem dort die Nationale Behörde für Gesundheitsüberwachung (Anvisa) Glyphosat als nicht krebserregend eingestuft hatte. Allgemein sind in Brasilien krebserregende agrochemische Produkte verboten.

#### Kolumbien
Im Mai 2015 verkündete die kolumbianische Regierung, das Sprühen von Glyphosat auf Kokapflanzen zur Drogenbekämpfung völlig einzustellen. Sie begründete diesen Schritt mit einem Verweis auf Gesundheitsrisiken und die Neubewertung von Glyphosat durch die WHO als „wahrscheinlich krebserregend“.

#### Mexiko
Ende 2020 kündigte Präsident Andrés Manuel López Obrador per Präsidialdekret ein schrittweises Genmais- und Glyphosat-Verbot in Mexiko bis Ende 2024 an, es war eines seiner Wahlversprechen. Am 31. Dezember 2020 veröffentlichte das Land ein „endgültiges Dekret“, in dem nicht nur das Ende der Verwendung von Glyphosat gefordert wird, sondern auch ein schrittweiser Ausstieg aus dem Anbau und Verzehr von gentechnisch verändertem Mais, den die Landwirte häufig mit Glyphosat besprühen – eine Praxis, die häufig zu Rückständen des Pestizids in den fertigen Lebensmitteln führt. In dem Dekret heißt es: „Mit dem Ziel, zur Ernährungssicherheit und -souveränität beizutragen und als besondere Maßnahme zum Schutz des heimischen Maises, der Milpa, des biokulturellen Reichtums, der bäuerlichen Gemeinschaften, des gastronomischen Erbes und der Gesundheit des mexikanischen Volkes, werden die Behörden für Biosicherheit […] die Genehmigungen für die Freisetzung von gentechnisch verändertem Maissaatgut in die Umwelt widerrufen und nicht erteilen“.

#### Vereinigte Staaten von Amerika
Die US-amerikanische Umweltbehörde (EPA) hat den Entwurf einer Glyphosatbewertung veröffentlicht, der sowohl die Risiken für die menschliche Gesundheit als auch für die Umwelt prüfte. Der Entwurf kommt zum Ergebnis, dass Glyphosat wahrscheinlich nicht krebserzeugend für den Menschen ist. Die EPA hat am 18. Dezember 2017 über eine sechzigtägige Kommentierungsphase des Entwurfs informiert. Im Jahr 2019 sollte die EPA über eine Verlängerung der Zulassung von Glyphosat in den USA entscheiden.

## Kontroversen um Einsatz in Lateinamerika

### Argentinien
Nach Angaben der Süddeutschen Zeitung wurde unter den 6000 Einwohnern in dem Dorf Ituzaingó Anexo bei Córdoba 41-mal so viel Krebs diagnostiziert wie im argentinischen Durchschnitt. Da das Dorf in der Nähe von Feldern liegt, die durch Agrarflugzeuge mit Pflanzenschutzmitteln behandelt wurden, vermuten Anwohner und Umweltgruppen wie die von Sofía Gatica gegründete Gruppe the Mothers of Ituzaingó, die Ursache unter anderem bei Glyphosat. 2012 wurden ein Pilot und zwei Sojaproduzenten von einem Gericht für schuldig befunden, in der Nähe von Wohngebieten um Córdoba Glyphosat und Endosulfan versprüht zu haben. Des Weiteren wurden vom höchsten Gericht Argentiniens generell Sicherheitsabstände zu Wohngebieten eingerichtet, in denen nicht gesprüht werden darf, und die Beweislast bei Schadensersatzprozessen zugunsten der Kläger umgekehrt.
Der Stadtrat von Rosario, der drittgrößten Stadt Argentiniens, hat die Verwendung von Glyphosat auf Feldern, öffentlichen Flächen und privaten Gärten in der Stadt und ihrer Umgebung verboten. Am 27. Dezember 2017 wurde dieses Verbot in der Verordnung 9798 im Amtsblatt veröffentlicht.

### Kolumbien
Die kolumbianische Polizei verwendet im Rahmen der nationalen Drogenbekämpfung (Plan Colombia) Glyphosat in Kombination mit dem Netzmittel Cosmo-Flux zur Zerstörung von Cocastrauch- und Schlafmohnplantagen mit Sprühflugzeugen. Berichten zufolge soll es bei der im Sprühgebiet lebenden Bevölkerung zu verschiedenen Krankheitssymptomen gekommen sein. Laut einer im Jahr 2007 veröffentlichten Studie von Keith R. Salomon und anderen stellt diese Versprühung der Kombination Glyphosat/Cosmo-Flux kein signifikantes Risiko für die menschliche Gesundheit dar. Die Anwendung sei für Landsäugetiere und Vögel unerheblich. Moderate Risiken könnten für Wasserorganismen in Flachgewässern auftreten, wenn die Anwendung überdosiert wird. Elemente der Cocaproduktion, wie Brandrodung, Pestizidanwendung und Vertreibung der Flora und Fauna seien weitaus relevantere Risiken für Gesundheit und Umwelt als die Anwendung von Glyphosat.
Im Zusammenhang mit den Sprühungen wurden bei der im Sprühgebiet lebenden Bevölkerung Haut- und Augenprobleme, Infektionen der Atemwege, Magen- und Darmerkrankungen sowie Fieber festgestellt. Direkt nach den Sprühungen wurden vor allem Symptome, die auf eine Überreizung des zentralen Nervensystems hindeuten, beobachtet. Diese Symptomatik äußerte sich insbesondere in Kopfschmerzen, Schwindelgefühlen, Magenschmerzen und allgemeiner Schwäche. Da das Hauptsprühgebiet im Grenzgebiet Kolumbien zu Ecuador liegt, kam es hinsichtlich der Folgen der Spritzungen zu diplomatischen Spannungen. So verlangte die ecuadorianische Regierung von der kolumbianischen, bei Sprühungen einen 10-Kilometer-Schutzradius zum Grenzfluss San Miguel einzuhalten. Im Kontext eines binationalen Seminars 2001 versprach die kolumbianische Delegation, einen Schutzradius zu berücksichtigen. Eine Untersuchungskommission stellte jedoch 2002 fest, dass ein solcher nicht eingehalten wurde.
Ecuador verklagte Kolumbien schließlich 2008 vor dem Internationalen Gerichtshof in Den Haag und schloss am 9. September 2013 mit Kolumbien einen Vergleich ab.

## Filme
- In den USA klagen Krebspatienten gegen Monsanto. Videoreportage, 7:02 Min., nano (3sat) am 9. November 2017 (Online)
- Roundup, der Prozess. Dokumentarfilm, Frankreich 2017, 90 Min., Regie: Marie-Monique Robin, Produktion: M2R Films, Koproduktion: Arte (Inhaltsangabe (Memento vom 8. Dezember 2017 im Internet Archive) und Online-Video)
- Zurück aufs Feld. Videoreportage, 4:07 Min., nano (3sat) am 16. März 2017 archivierte Kopie. (Memento vom 20. März 2017 im Internet Archive)
- Einsatz – wie lange noch?. Videoreportage, 28:33 Min., nano (3sat) am 12. Oktober 2023 (Online)
- Gift im Acker – Glyphosat, die unterschätzte Gefahr? Dokumentarfilm, Deutschland 2015, 42:50 Min., Buch und Regie: Volker Barth und Susanne Richter, Produktion: WDR, Reihe: die story (Inhaltsangabe und Online-Video); der Film wurde mit dem Salus-Medienpreis Hauptpreis 2016 ausgezeichnet[290]
- Tote Tiere – Kranke Menschen. Dokumentarfilm, Deutschland, 2015, 45 Min., Buch und Regie: Andreas Rummel, Produktion: Rumara Fernsehproduktion UG im Auftrag des MDR in Zusammenarbeit mit Arte[291][292] (Online)
- Wie gefährlich ist Glyphosat? Videoreportage, 4:27 Min., W wie Wissen (ARD) am 8. September 2013 (Online)